# Sicherheitsmerkmale von Banknoten

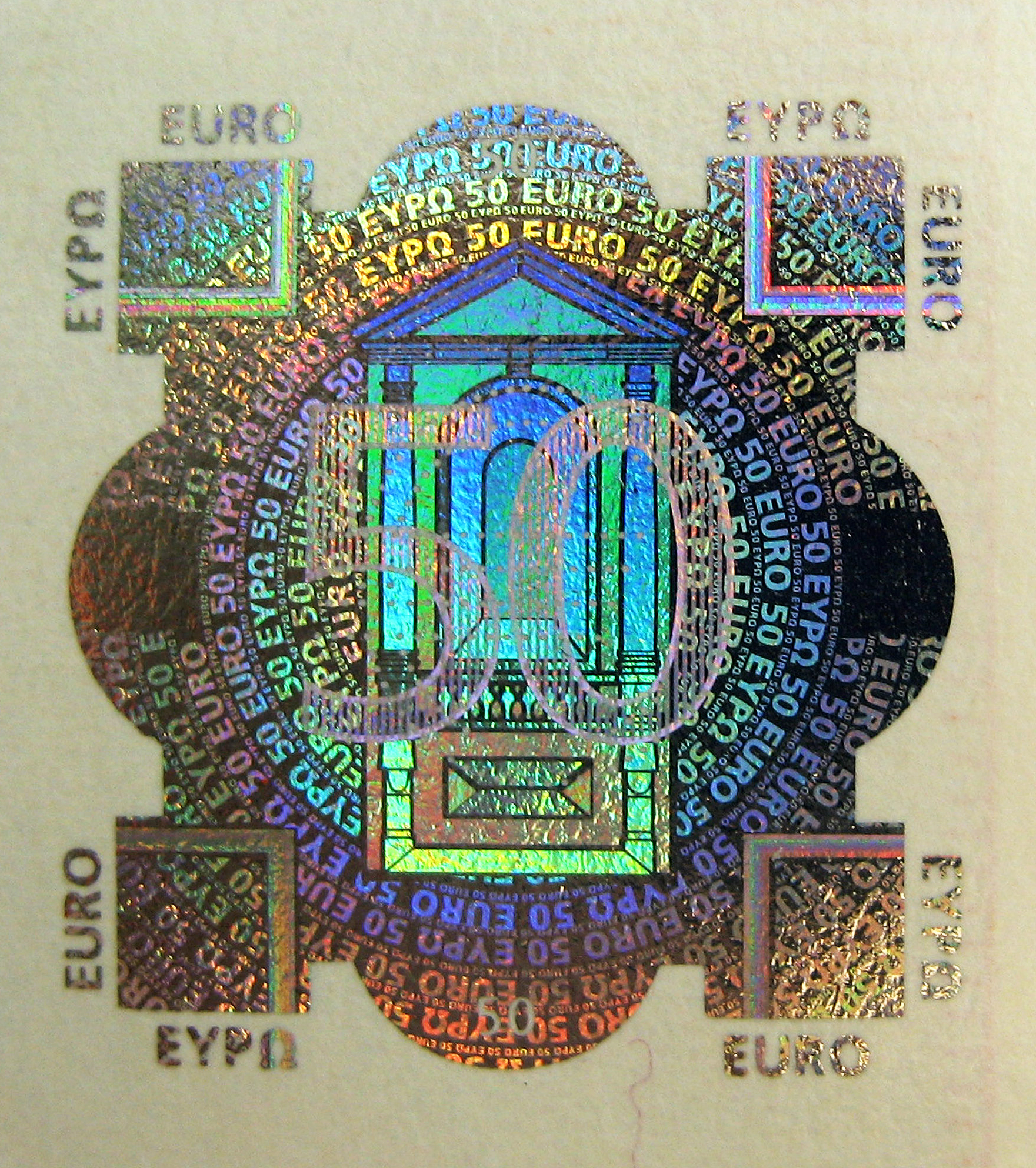
Sicherheitsmerkmal Hologram einer 50-Euro-Banknote (Serie ES1)

Als Sicherheitsmerkmale von Banknoten werden definierte Sicherheitsmerkmale bezeichnet, die spezielle Substrate für Banknoten verwenden und mit Eigenschaften ausgestattet sind, so dass sie zweifelsfrei von Falschgeld unterschieden werden können. Durch das Einbringen einer Vielzahl solcher Merkmale wird das Fälschen erheblich erschwert oder gar unmöglich gemacht. Die Herstellung erfolgt bei der Produktion des Substrats sowie in Sicherheitsdruckereien unter Sicherheitsauflagen in meist spezialisierten Unternehmen.
Weltweit gibt es mehr als 100 verschiedene Sicherheitsmerkmale für Banknoten. Diese untergliedern sich in Sicherheitsmerkmale, die von Menschen erkennbar sind (auch Humanmerkmale genannt), und maschinenlesbare Merkmale, die seit dem Aufkommen der maschinellen Banknotenbearbeitung ab 1970 entwickelt wurden. Nur ein Teil aller Merkmale ist öffentlich bekannt, weil die ausgebenden Zentral- oder Nationalbanken Informationen zu den höchstwertigen Sicherheitsmerkmalen geheim halten und für sich reservieren, um die Nachahmung zu erschweren. Aus Kosten- und Platzgründen werden die Währungen nur mit spezifisch ausgewählten Sicherheitsmerkmalen ausgestattet, und hierbei die hohen Nennwerte meist mit höherwertigen und zusätzlichen Merkmalen.

## Von Menschen erkennbare Merkmale
Banknoten wie der Euro und der Schweizer Franken verfügen über viele optische, haptische und akustische Sicherheitsmerkmale, so dass Menschen ihre Echtheit ohne Hilfsmittel prüfen können. Die Europäische Zentralbank rät bei der Prüfung zur Vorgehensweise Fühlen – Sehen – Kippen: Zunächst sollte die Taktilität der Banknote (inkl. des Substrats) überprüft werden, dann das optische Design und schließlich das Verhalten bestimmter optischer Merkmale bei einem Kippvorgang (gegenüber dem einfallenden Licht).
Fälscher ahmen aus ökonomischen Gesichtspunkten häufig nur einzelne Merkmale hinreichend genau nach und vernachlässigen jene, die ihrer Ansicht nach selten geprüft werden oder dazu höheren Zeitaufwand erfordern. Ein mehrstufiges Vorgehen – wie oben beschrieben – verringert daher die Wahrscheinlichkeit erheblich, unbemerkt Falschgeld anzunehmen.
Um Falschgeld unterscheiden zu können, ist zunächst das Wissen über das prinzipielle Aussehen einer echten Banknote und deren Eigenschaften nötig. Daher wird die Einführung einer neuen Banknotenserie meist von Informationskampagnen begleitet, die das Design und die grundlegenden Sicherheitsmerkmale beschreiben, um so das Inverkehrbringen von Phantasiefälschungen zu erschweren. Viele Zentralbanken stellen daher kostenlose Mobile Apps zur Verfügung, um das Banknotendesign und die vom Menschen erkennbaren Sicherheitsmerkmale zu erklären. Sie beschreiben die sichtbaren Sicherheitsmerkmale und reichern diese oft spielerisch mit Animationen an. Meist verwenden sie die Kamera, um die Merkmale interaktiv anhand einer vorgelegten Banknote zu erläutern. Sie unterstützen keine Echtheitsprüfung, so dass sie auch mit Bildschirmanzeigen oder einfachen Drucken funktionieren.
Beispiele von Banknoten-Apps:

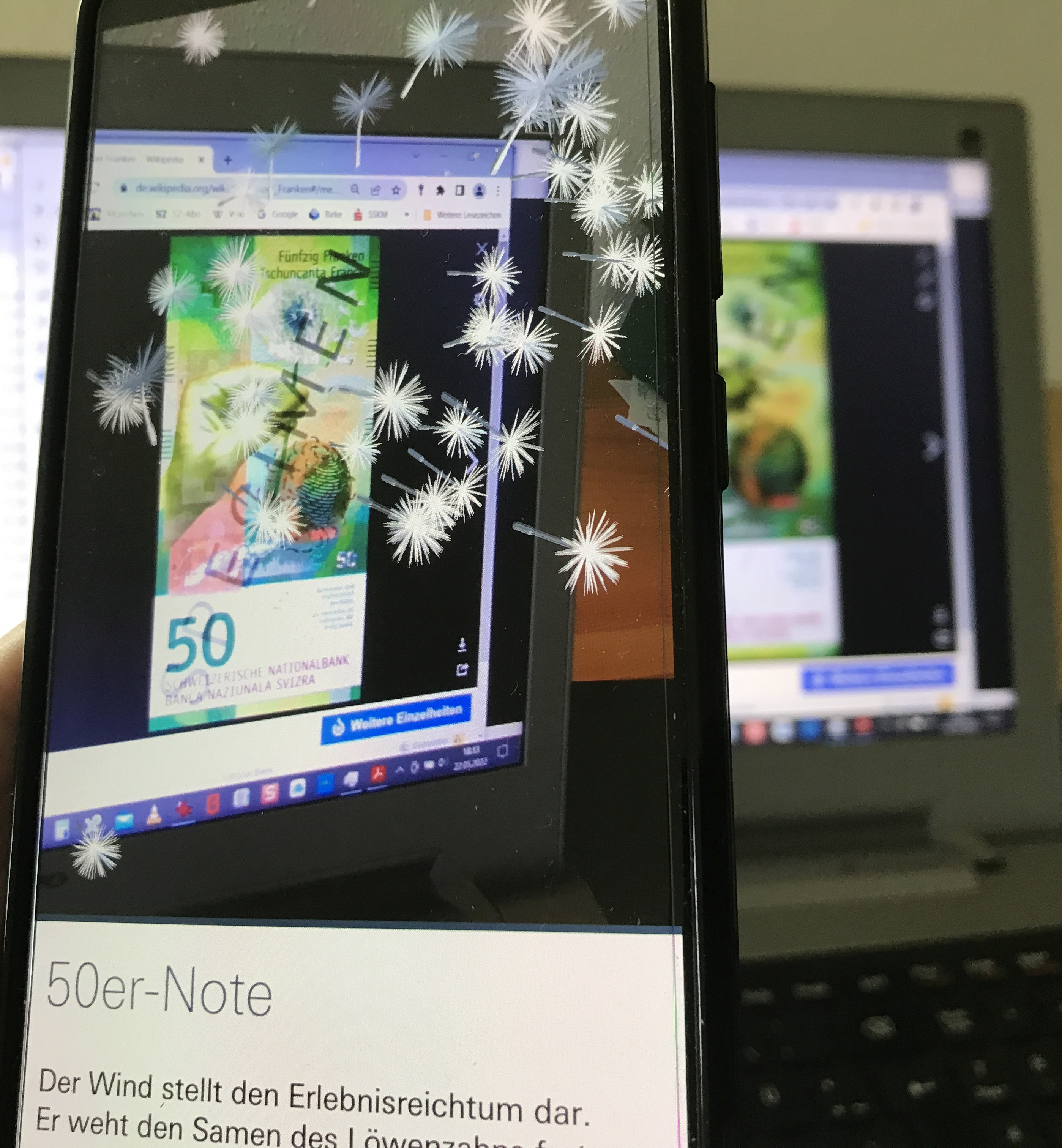
App SwissBanknotes mit animierter Pusteblume für 50 Schweizer Franken (dargestellt auf dem PC-Bildschirm)

- SwissBanknotes der Schweizerischen Nationalbank über den Schweizer Franken mit animierten Designelementen[2]
- MalawiKwacha der Reserve Bank of Malawi für den Malawi-Kwacha mit interessanten Simulationen für Kipp- und Fühleffekte sowie interaktiven Effekten als erweiterte Realität[3]
- SARBCurrency der South African Reserve Bank für den Südafrikanischen Rand als offline-Anwendung zur Erklärung der Sicherheitsmerkmale mit erweiterter Realität[4]
- Lilangeni der Zentralbank von Eswatini für den Emalangeni mit interessanten Simulationen für Kipp- und Fühleffekte sowie interaktiven Effekten als erweiterte Realität[5]

### Substrat
Banknoten werden auf einem speziellen Substrat gedruckt. Es handelt sich dabei meist um spezielles Papier, anfangs wurden Hadern genutzt. Banknotenpapier wird meist auf Basis von Samenhaaren (Linter) der Baumwolle hergestellt, die umweltfreundlich aus dem Abfall der Textilienherstellung gewonnen werden. Substrate aus Baumwolle haben die Vorteile, dass sie durch versehentliche Waschvorgänge und Hitze nicht zerstört werden, ein besonderes „Papiergefühl“ besitzen und fester sind als handelsübliche Papiere auf Zellstoffbasis. Die genaue Zusammensetzung des Papiers wird als Sicherheitsmerkmal nicht veröffentlicht und es wird ausschließlich an Banknotendruckereien verkauft. Außerdem werden Leinen (für den US-Dollar) oder Bananenhanf (für den japanischen Yen) als alternative natürliche Rohstoffe im Substrat verwendet.
In vielen Fällen wird das Banknotenpapier je nach Nennwert unterschiedlich eingefärbt, um das Fälschen zu erschweren. Die Euro-Banknoten der ersten Serie beispielsweise verwenden Grau (5 €), Rot (10 €), Blau (20 €), Orange (50 €), Grün (100 €) und Gelblich-braun (200 €), jeweils mit blasser Einfärbung.
Einer der führenden Hersteller von Sicherheitspapier ist die Papierfabrik Louisenthal, ein Tochterunternehmen von Giesecke+Devrient, mit Produktionsstätten in Gmund am Tegernsee und Königstein (Sächsische Schweiz). Darüber hinaus gibt es viele Papierfabriken, die von den Zentralbanken betrieben werden.
Eine Alternative zu den nachwachsenden Rohstoffen sind polymer-basierte Substrate aus biaxial gerecktem Polypropylen (BOPP) auf Basis von Guardian oder Safeguard. Solche Kunststoffgeldscheine zeigen in manchen Aspekten ein besseres Abnutzungsverhalten als baumwoll-basierte Noten. Sie sind wasserresistenter und eignen sich besser für humide Regionen der Erde. Nachteilig ist, dass Polymerbanknoten hitzeempfindlich sind und die Herstellung deutlich teurer ist. Außerdem gehen die Einzigartigkeit des Papiergefühls und die reliefartige Prägung durch den Stahlstich als haptische Sicherheitsmerkmale verloren. Polymerbanknoten sind in Europa seit 1999 für den rumänischen Leu und seit 2016 für das britische Pfund im Umlauf. Einzelne weitere Ausgaben gab es von der Isle of Man und in Nordirland von der Northern Bank. Außerhalb Europas sind Polymerbanknoten vor allem in tropischen und subtropischen Ländern sowie beim kanadischen Dollar anzutreffen.
Weitere Entwicklungen seit 2010 setzen daher auf mehrlagige Substrate aus Kunststoff und Papier, um die Haltbarkeit zu verbessern und die Vorteile von Papier und Kunststoff zu kombinieren. Hierzu gehören das Durasafe-Substrat der Schweizer Landqart in Landquart GR, auf dem seit 2016 die neunte Serie des Schweizer Franken hergestellt wird, und das Hybrid-Substrat der Papierfabrik Louisenthal, das u. a. für einige Nennwerte in Jamaica, Bhutan, Südafrika und Armenien verwendet wird.

### Banknotenformat

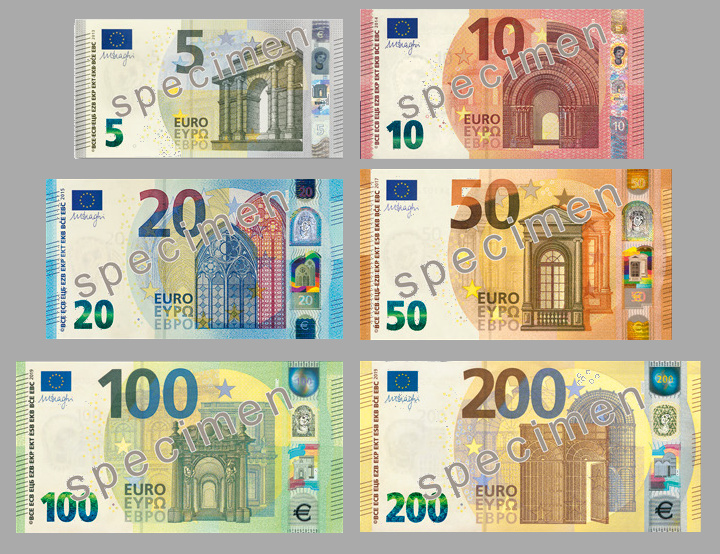
Unterschiedliche Länge und Breite der Eurobanknoten (Serie ES2)

Die meisten Währungen verwenden unterschiedliche Abmessungen der Länge und/oder Breite für die verschiedenen Nennwerte, kleinere Formate für die niedrigen Werte und größere Formate für die größeren Werte. Dies soll das Fälschen durch Manipulation der Wertzahl erschweren und blinden bzw. sehbehinderten Personen das Erkennen des Nennwerts erleichtern. Der Euro der ersten Serie (ES1) verwendete Formate von 120 mm × 62 mm (5 €) bis 160 mm × 82 mm (500 €), die Europa-Serie (ES2) reduzierte das größte Format auf 153 mm × 77 mm (durch Entfall des 500 € und durch reduzierte Breite bei 100 € und 200 €). Die achte Serie des Schweizer Franken verwendete eine gleiche Breite von 74 mm bei unterschiedlichen Längen von 126 bis 181 mm. Für die neunte Serie wurde die Breite auf 70 mm und die Länge auf einen Bereich von 123 bis 158 mm reduziert. Allgemein gibt es eine Tendenz zur Verkleinerung der Banknotenformate, um die Herstellkosten zu senken und die Beschädigungsgefahr in kleinen Geldbeuteln zu verringern.
Der US-Dollar verwendet ein einheitliches Format von 66 mm × 156 mm, so dass beispielsweise eine 5-Dollar-Banknote durch Hinzufügen einer Null zur Wertzahl mit wenig Aufwand in eine 50-Dollar-Banknote verfälscht werden kann, zumal Design und Farbgebung aller Nennwerte ähnlich sind.

### Taktile und akustische Merkmale

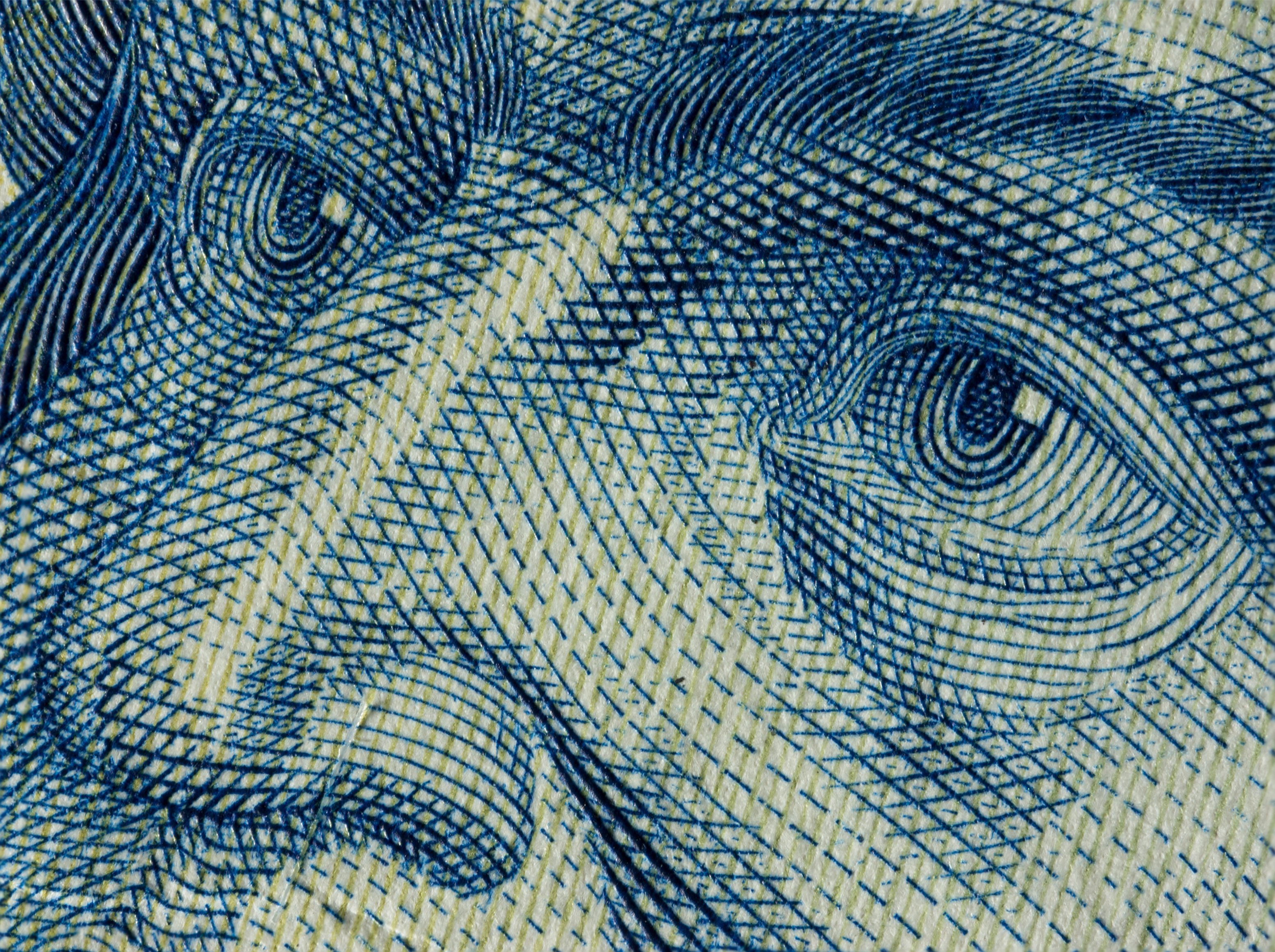
Taktiler Stahlstich auf 1000 Ungarischen Forint (Serie 2018)

Haptische bzw. taktile Wahrnehmung durch den Tastsinn sind insbesondere bei papierbasierten Substraten durch die Rauheit oder Prägung der Oberfläche sowie den Stahlstich gut fühlbar. Bei Banknoten auf Polymer-Substrat (Kunststoffbanknoten) sind diese Effekte nur schwach ausgeprägt.

#### Papiergefühl
Die haptischen Eindrücke von Sicherheitspapieren werden durch die besondere Zusammensetzung der baumwollhaltigen Fasern im Substrat erreicht. Sie unterscheiden sich deutlich von handelsüblichem Schreib- oder Druckpapier auf Zellstoffbasis.

#### Prägung
Beim Banknotendruck wird fast immer das Stahlstich-Tiefdruckverfahren (‚Intaglio‘) angewendet. Es wird Druckfarbe unter großem Druck von mehreren Tausend bar auf das Papier übertragen, so dass ein fühlbares Relief entsteht und die Druckfarbe tief in das Papier eindringt. Bei den Eurobanknoten der Europa-Serie (ES2) sind außerdem kurze erhabene Linien am linken und rechten Rand aufgeprägt, die blinden oder sehbehinderten Personen die taktile Unterscheidung der Nennwerte erleichtern.

#### Akustik
Der Klang von Banknotenpapier beim „Knüllen“ oder Reiben wird durch die Papierfasern im Substrat und durch den Druckprozess beeinflusst. Geldscheine klingen „härter“, vor allem wenn sie beidseitig mit Stahlstich bedruckt sind und nicht durch langen Gebrauch lappig geworden sind.

### Sichtbare Merkmale
Die grundlegenden Sicherheitsmerkmale (sog. Level 1) können vom Menschen direkt erkannt und ohne weitere Hilfsmittel überprüft werden. Diese Merkmale werden in der Regel nicht für die maschinelle Echtheitserkennung verwendet, aber nach Möglichkeit auf ihren Zustand geprüft.
Optische Sicherheitsmerkmale sind die offensichtlichen Merkmale einer Banknote. Die Kenntnis, dass Banknoten im Gegenlicht gut zu sehende Wasserzeichen enthalten oder dass Sicherheitsstreifen ins Papier eingearbeitet sind, ist weit verbreitet. Neben den bei normalem Umgebungslicht sichtbaren Sicherheitsmerkmalen existieren weitere, die sich abhängig vom Betrachtungswinkel ändern, wie bei irisierenden Druckfarben und Folienelementen.

Sichtbares Banknotenbild
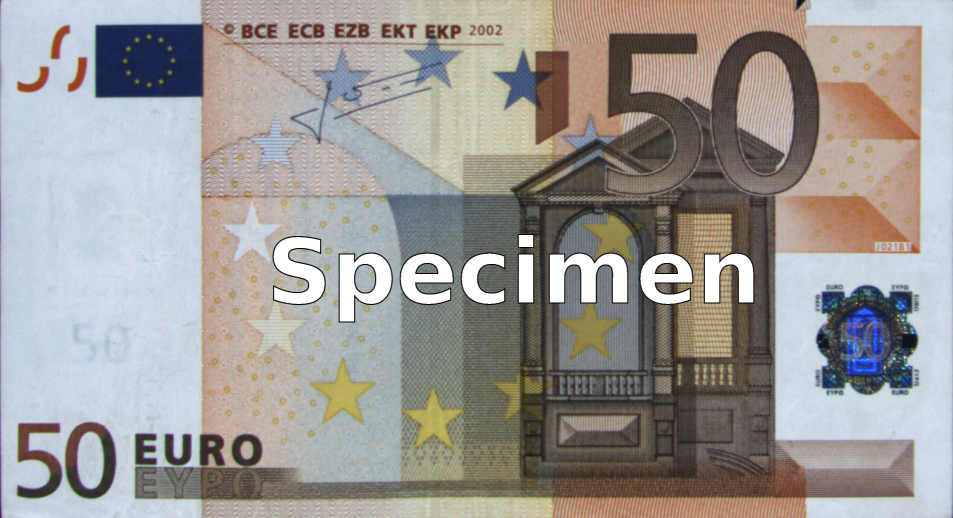
Vorderseite der 50-Euro-Banknote (ES1) unter weißem Licht
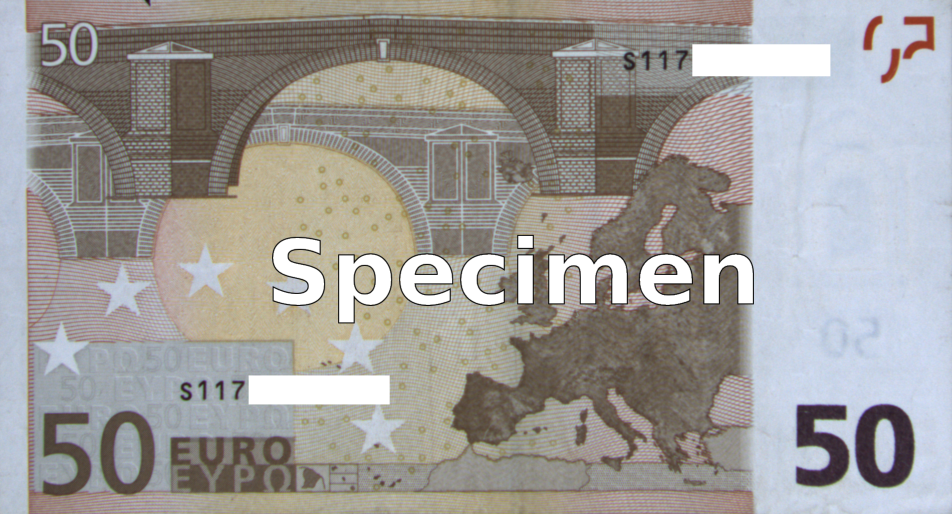
Rückseite der 50-Euro-Banknote (ES1) unter weißem Licht
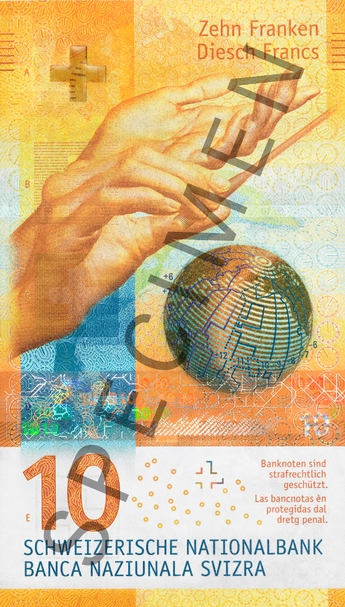
Vorderseite der 10-Franken-Banknote (9. Serie) unter weißem Licht
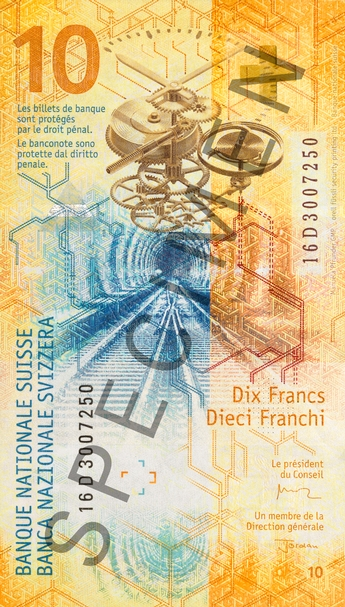
Rückseite der 10-Franken-Banknote (9. Serie) unter weißem Licht

#### Wasserzeichen
Wasserzeichen werden bei der Papierherstellung mittels unterschiedlicher Papierstärke eingearbeitet. Sie sind meist an den unbedruckten Stellen zu finden. Im Gegenlicht erscheinen die dünneren Stellen heller, bei einem dunklen Hintergrund jedoch dunkler. Nur dieser Vergleich erlaubt eine sichere Unterscheidung von echten Wasserzeichen und unechten Wasserzeichen, die den Eindruck eines Wasserzeichens mit einem Aufdruck nachahmen. Echte Wasserzeichen können nur mit großem Aufwand hergestellt werden und sind daher ein sehr zuverlässiges Echtheitsmerkmal. Verfahren zur Wasserzeichenherstellung werden auch für die Versteifung der Banknotenecken zur Reduzierung von Eselsohren und Rissen verwendet, u. a. als Cornerstone und Edgestone.

Wasserzeichen
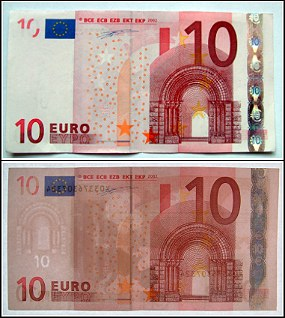
Wasserzeichen in einer 10-Euro-Banknote (ES1) bei unterschiedlicher Beleuchtung (2002)
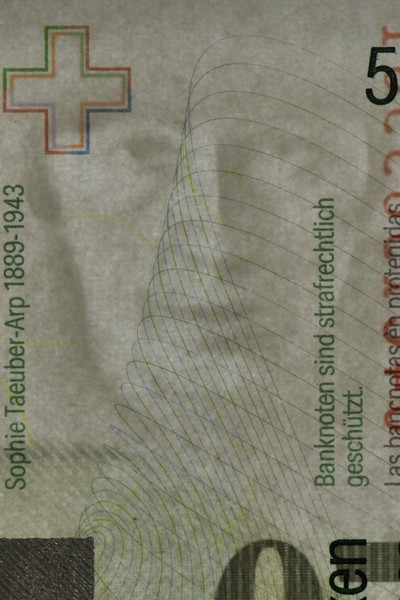
Wasserzeichen in einer 50-Franken-Banknote (8. Serie) (1995)
Queen Elisabeth II. als Wasserzeichen in einer 5-Pfund-Banknote (2002)
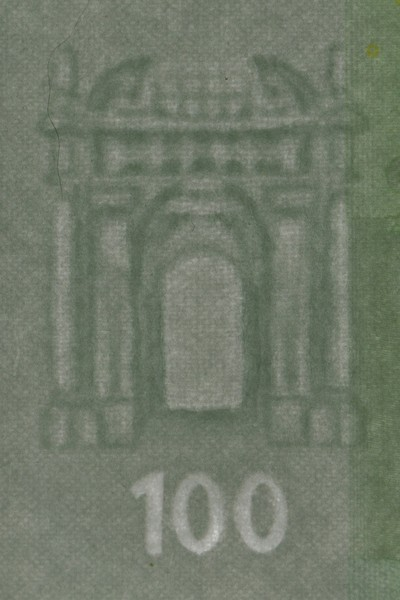
Wasserzeichen in einer 100-Euro-Banknote (ES1) (2002)
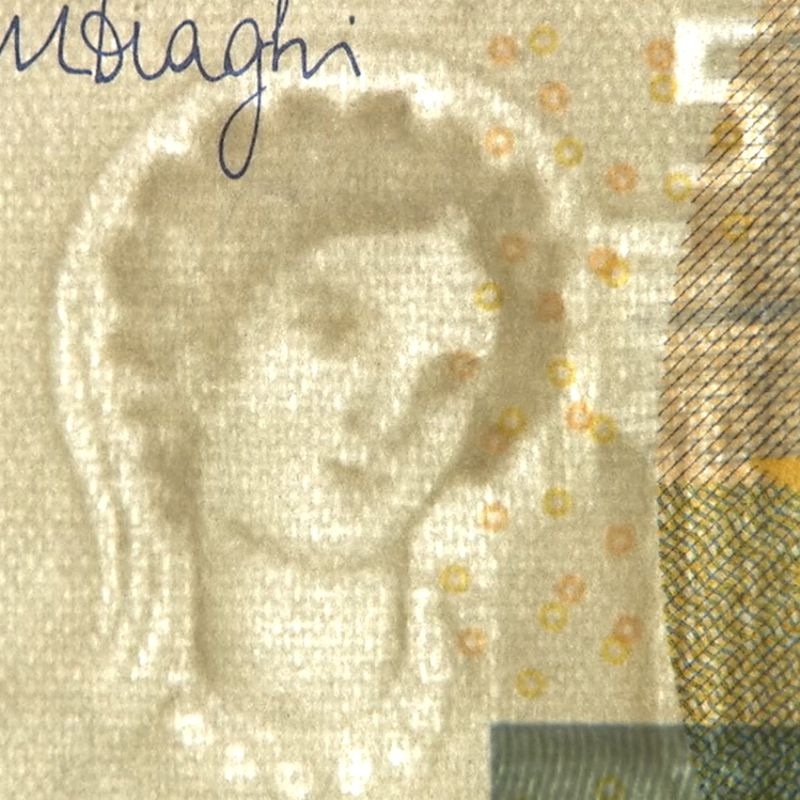
Wasserzeichen in einer 5-Euro-Banknote (ES2) (2013)

#### Durchsichtfenster
In Banknoten, die als Substrat transparente Polymere verwenden, können durch lokales Weglassen der weißen Beschichtung zur Farbannahme auf einfache Weise Durchsichtfenster vorgesehen und mit einem Muster überdruckt werden. Dieses Sicherheitsmerkmal wurde bei den ersten Banknotenserien verwendet, wie der bulgarischen 20-Lewa-Note, den australischen Dollarnoten, dem rumänischen Leu, der neueren chilenischen 2000-Peso-Note, den mexikanischen 20- und 50-Peso-Scheinen oder einigen Singapur-Dollar-Noten. Allerdings konnte dieses optische Sicherheitsmerkmal aufgrund fortschreitender Fähigkeiten handelsüblicher Tintenstrahldrucker mit speziellen Tinten für das Bedrucken von Kunststoffen immer einfacher nachgeahmt werden und bot daher keinen ausreichenden Fälschungsschutz mehr. Neuere Banknotenserien auf Basis von Polymer-Substrat bekleben daher den transparenten Bereich zusätzlich mit dünnen Folienelementen, die mit holographischen Verfahren, ggf. unterschiedlich auf der Vorder- und Rückseite, abgesichert sind. Beispiele hierfür sind der kanadische Dollar der Serie 2011 („Innovation“) und der australische Dollar (Serie ab 2016).
Ein gleichartiger Effekt kann auch bei Banknoten auf Basis von Baumwollfasern oder anderen Naturfasern erzielt werden. Hierbei werden im Substrat Löcher mit vorgegebener Kontur und einer Fläche bis zu 300 mm² ausgestanzt und beidseitig mit einem dünnen Folienelement überklebt. Die Eurobanknoten der Europa-Serie (ES2) verwenden dieses hochwertige Sicherheitsmerkmal für die Nennwerte ab 20 Euro. Es wird als Porträt-Fenster bezeichnet, ist bei der Betrachtung gegen das Licht durchsichtig und erscheint auf beiden Seiten des Geldscheins als Porträt der Europa, das zusätzlich mit holographischen Elementen als Kopierschutz ausgestattet ist.

Durchsichtfenster
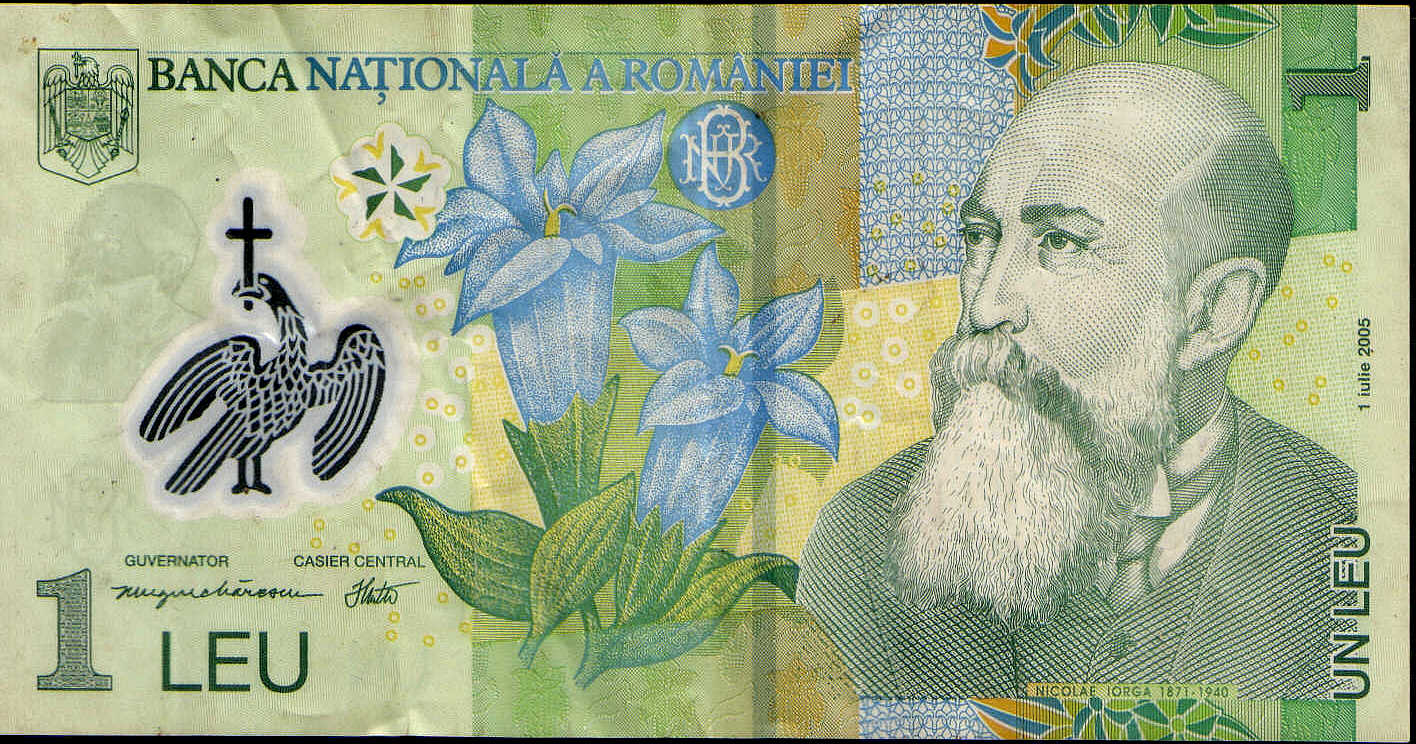
Vorderseite rumänische 1-Leu-Banknote (Serie 2005) mit überdrucktem Durchsichtfenster (Polymersubstrat)
Durchsichtfenster rumänische 1-Leu-Banknote (Serie 2005) mit markierten Dichtestufen (Polymersubstrat)
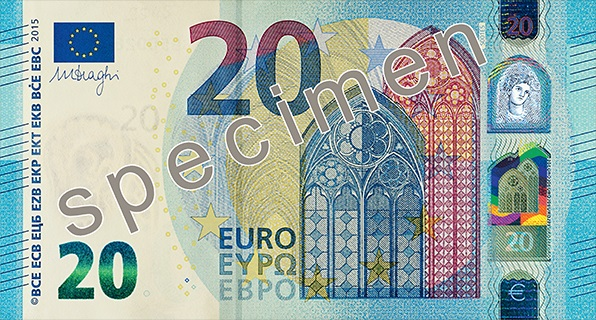
Vorderseite 20-Euro-Banknote (ES2) mit holographischem Folienelement über dem Durchsichtfenster (rechts)
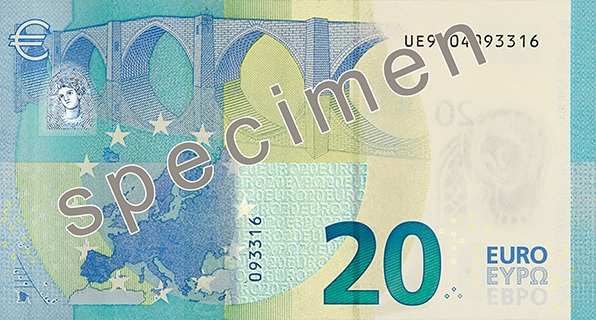
Rückseite 20-Euro-Banknote (ES2) mit transparenter Folie über dem Durchsichtfenster (links)

#### Durchsichtsregister und Passerdruck
Durchsichtsregister (Durchsichtspasser) bestehen aus sich ergänzenden Mustern auf Vorder- und Rückseite, die erst im Gegenlicht das Gesamtbild ergeben. Beispiele dafür sind das Schweizer Kreuz, das D auf den letzten D-Mark-Banknoten oder die Wertzahl auf den Eurobanknoten der ersten Serie (Ausgabe ab 2002). Durchsichtsregister sind schwierig zu reproduzieren, da höchste Genauigkeit des Passers beim beidseitigen Druck nötig ist. Es bietet den Vorteil, dass schon kleine Ungenauigkeiten der Fälscher leichter zu erkennen sind.

Durchsichtsregister
Durchsichtsregister einer 5-DM-Banknote (BBk-III) (Vorderseite)
Durchsichtsregister einer 5-DM-Banknote (BBk-III) (Rückseite)
Durchsichtsregister einer 5-DM-Banknote (BBk-III) (Durchsicht)
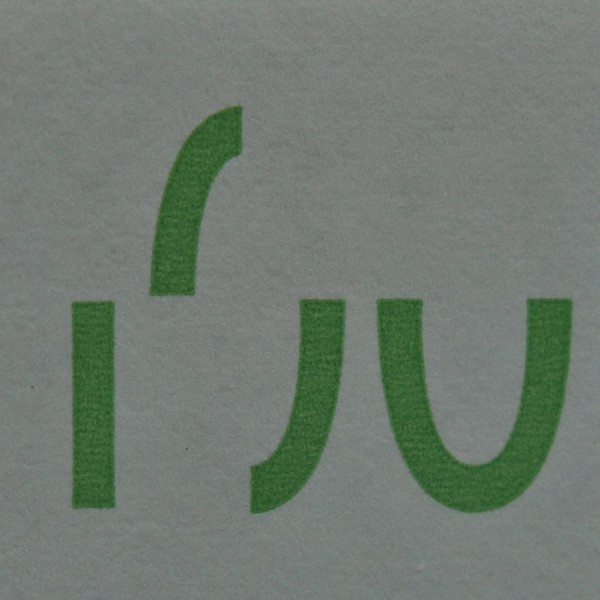
Durchsichtsregister einer 100-Euro-Banknote (ES1) (Vorderseite)
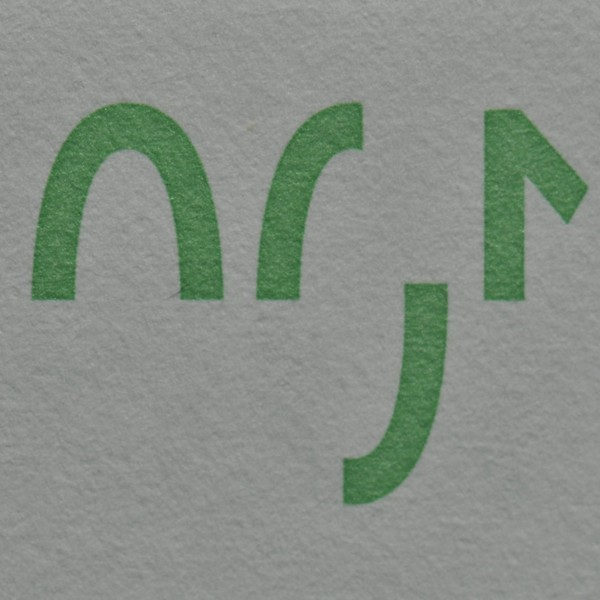
Durchsichtsregister einer 100-Euro-Banknote (ES1) (Rückseite)
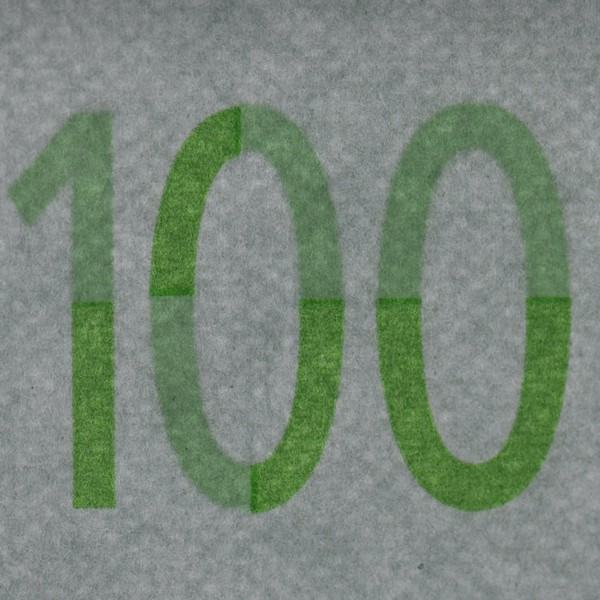
Durchsichtsregister einer 100-Euro-Banknote (ES1) (Durchsicht)
Durchsichtsregister einer 1000-Escudo-Banknote (Durchsicht)
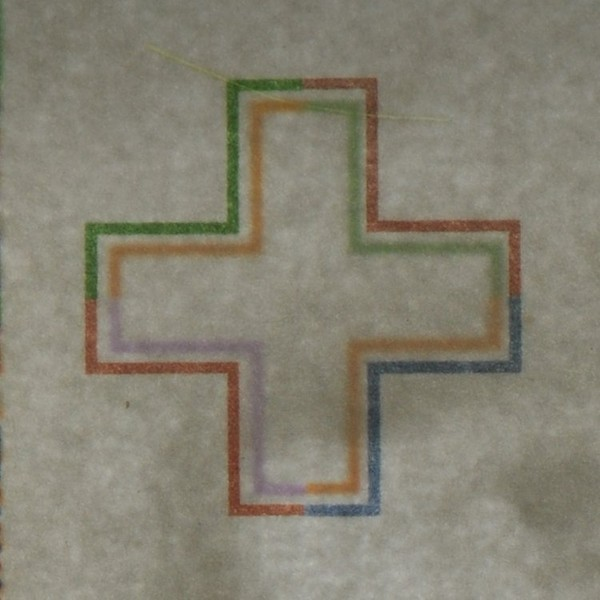
Durchsichtsregister einer 50-Franken-Banknote (8. Serie) (Durchsicht)

Verschiedene Muster oder Symbole werden beim Passerdruck so über- oder aneinander gedruckt, dass sie zusammen ein erkennbares Bild ergeben. Kleinste Abweichungen durch Passerungenauigkeiten können mit bloßem Auge erkannt werden, da das Bild verzerrt erscheint.

#### Folienelemente
Durch das Ein- oder Aufbringen von Folienelementen wird eine optische und schwer reproduzierbare Oberflächenmarkierung erreicht. Kinegramme und Hologramme sind drucktechnisch hergestellte Muster, die als Metall-/Kunststofffolien eingearbeitet werden. Sie stellen ein blickwinkelabhängiges Erscheinungsbild dar, welches zwei- und dreidimensionale Abbildungen oder Bewegungsabläufe imitiert. In der Europa-Serie verwenden 100- und 200-Euro-Banknoten ein Satelliten-Hologramm, das beim Kippen kleine €-Symbole um die Wertzahl bewegt. Folienelemente können auch mit einem Durchsichtfenster kombiniert werden.
Dreidimensionale Effekte, wie z. B. Wölbungen oder eine Verschiebung räumlich wirkender Objekte, werden mit Mikrospiegeltechnologie hergestellt. Dabei werden sehr viele winzig kleine Spiegel (ca. 40.000 pro mm²) so ausgerichtet und ins Material geprägt, dass die Summe ihrer Reflexionen ein Bild ergibt, das sich dynamisch zu bewegen scheint, sobald man den Kippwinkel der Banknote verändert. Solche Folien werden von G+D für den RollingStar-Sicherheitsfaden hergestellt.

Folienelemente
Kinegramm auf einer 50-DM-Banknote (BBk-IIIa)
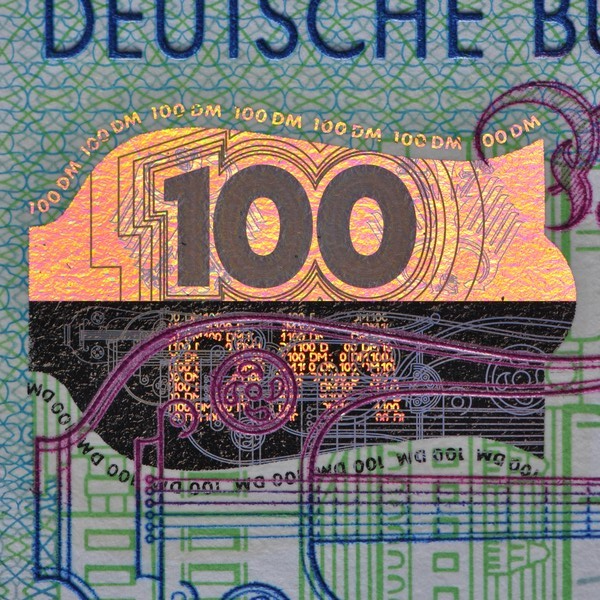
Kinegramm auf einer 100-DM-Banknote (BBk-IIIa)
Kinegramm auf einer 200-DM-Banknote (BBk-IIIa)
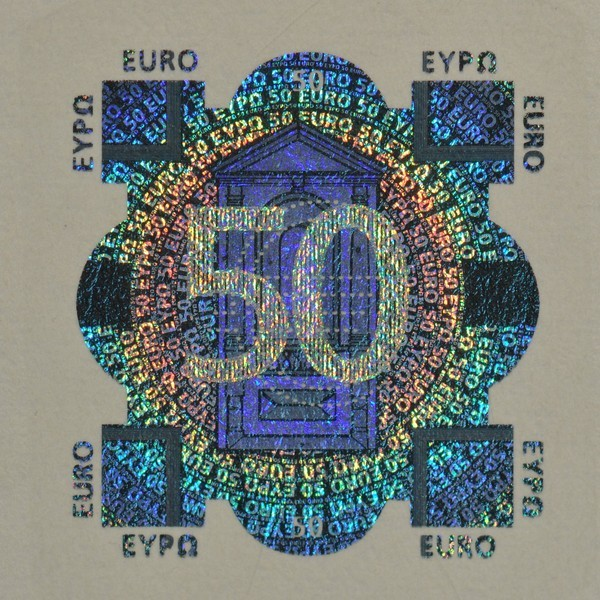
Folienelement (Hologramm) auf einer 50-Euro-Banknote (ES1)
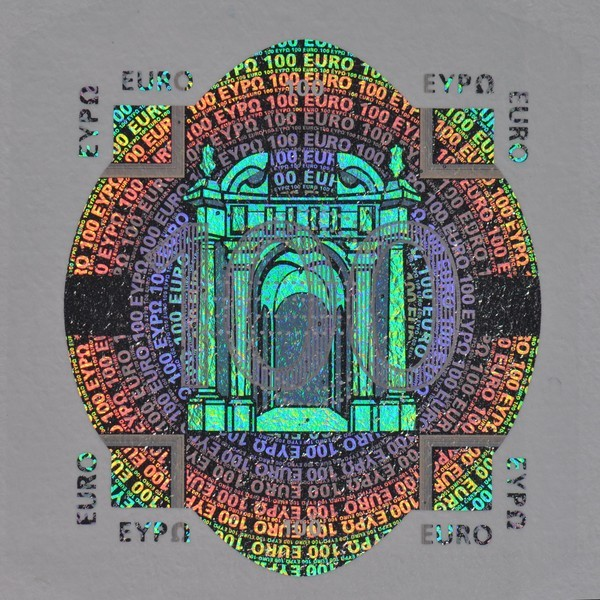
Folienelement (Hologramm) auf einer 100-Euro-Banknote (ES1)
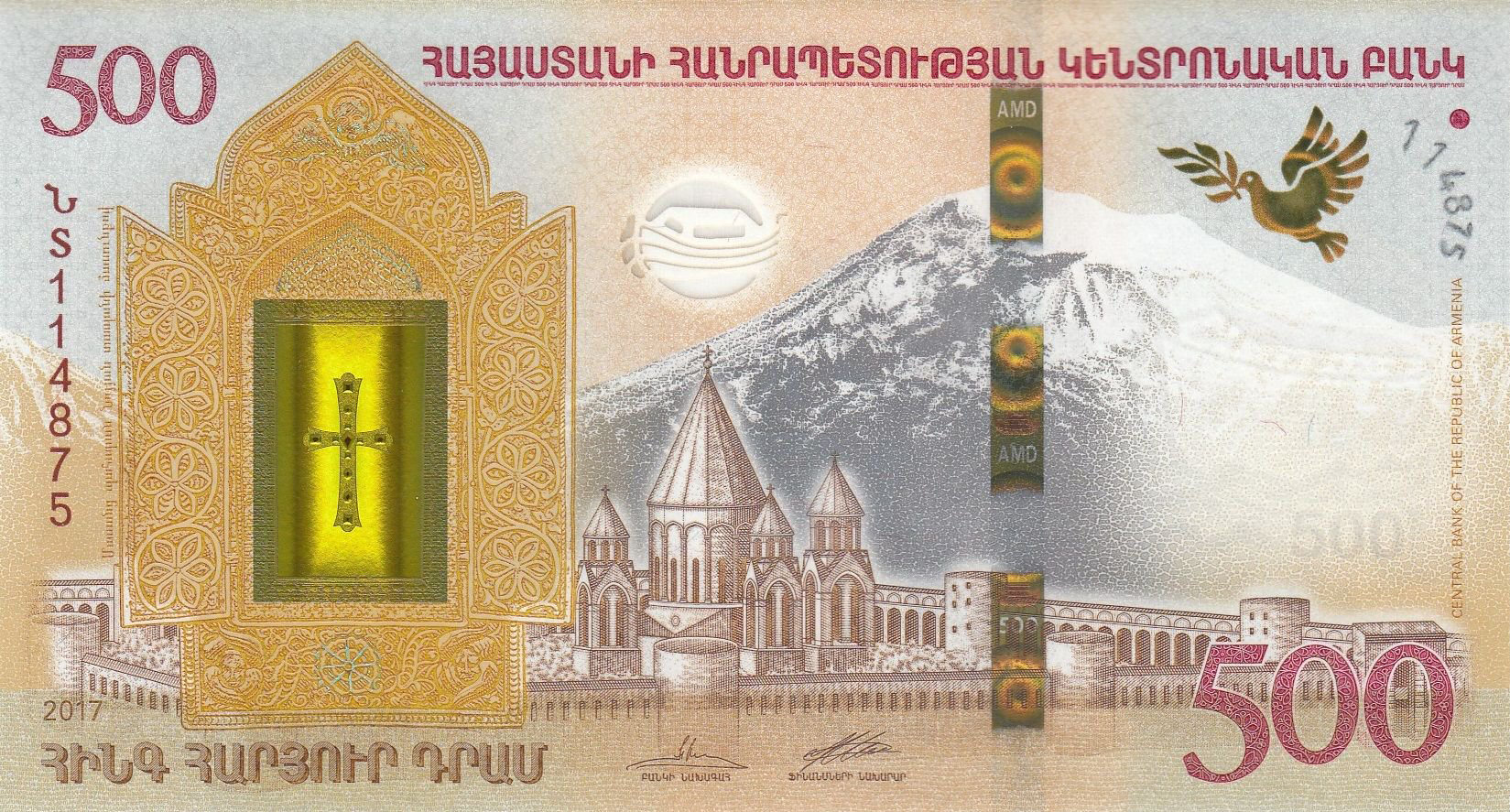
RollingStar-Sicherheitsfaden in einer armenischen 500-Dram-Banknote (2018)

#### Guillochen und Irisdruck

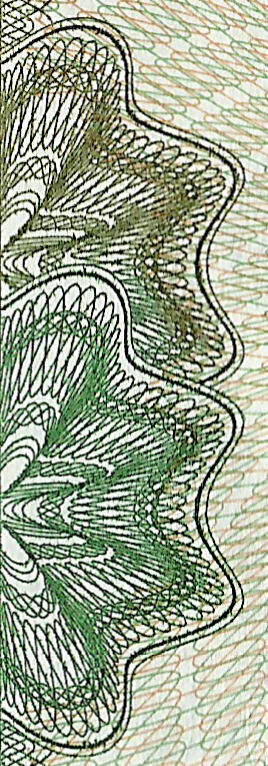
Guillochen der 5-DM-Banknote

Als Guillochen werden geschwungene Muster mit feinen Linien bezeichnet. Sie bestehen aus verschiedenfarbig übereinander gedruckten Wellen- und Schleifenmustern. Diese sind, um die Trennung der Linien für Fälschungen zu verhindern, oft in trüben Tönen gehalten.
Beim Irisdruck wird durch entsprechende Druckmaschinen ein Farbverlauf an den Schnittlinien verschiedenfarbiger Guillochen oder anderer geeigneter Druckelemente erzeugt. Dies ist durch Farbkopierer im exakten Verlauf nur schwer reproduzierbar.

#### Anti-Kopier-Raster
Ein Anti-Kopier-Raster ist ein sehr fein aufgelöstes Rasterbild. Bei zu niedriger Einscan-Auflösung, wie es bei Kopierern der Fall ist, können die feinen Rasterelemente nicht vollständig reproduziert werden. Dadurch gehen Bildelemente verloren, teilweise entstehen auffällige Moiré-Muster. Ähnliche Eigenschaften werden auch mit Guillochen und Mikroschrift erzeugt. Insbesondere sind damit Kopierfälschungen mit Hilfe von Tintenstrahldruckern und Laserdruckern leicht erkennbar, weil sie so hohe Auflösungen nicht darstellen können.

#### Melierfasern
Dem Papier werden eingefärbte Fasern beigemischt; bei entsprechender Einfärbung können Melierfasern unter UV-Licht in verschiedenen Farben leuchten (siehe #Fluoreszierende Farben).

#### Mikro-Perforation

Die kleinen Löcher in der 20-Franken-Banknote (8. Serie) ergeben die Zahl 20

Mikro-Perforation gibt es als Microperf auf dem Schweizer Franken und dem rumänischen Leu. Es werden kleinste Löcher in das Substrat oder in ein Folienelement gestanzt, ohne dass ein „Krater“ entsteht. Im Gegenlicht formen sich die Löcher üblicherweise zu einem Muster, z. B. der Wertzahl beim Schweizer Franken.

#### Mikroschrift
Auf vielen Banknoten befinden sich Schriftzüge in Mikroschrift, also kleinster Schrift. Mit bloßem Auge lassen sich diese Schriftzüge nur schwer erkennen. Auf den Euro-Banknoten sind sie als Bildelemente in die Motive eingearbeitet. Mit einer Lupe kann die Mikroschrift gelesen werden. Mikroschriften können mit speziellen CTP-Belichtern für Stahlstich- oder Offsetdruck-Maschinen erzeugt werden. Die Bildauflösung marktüblicher Belichter oder gar die von Tintenstrahldruckern ist für eine Reproduktion zu gering. Die Mikroschrift auf der Vorderseite der D-Mark-Banknoten (BBk-III/IIIa) ist nur ¼ mm hoch.

Vergrößerte Mikroschriften
200-DM-Banknote (BBk-IIIa) (Vorderseite)
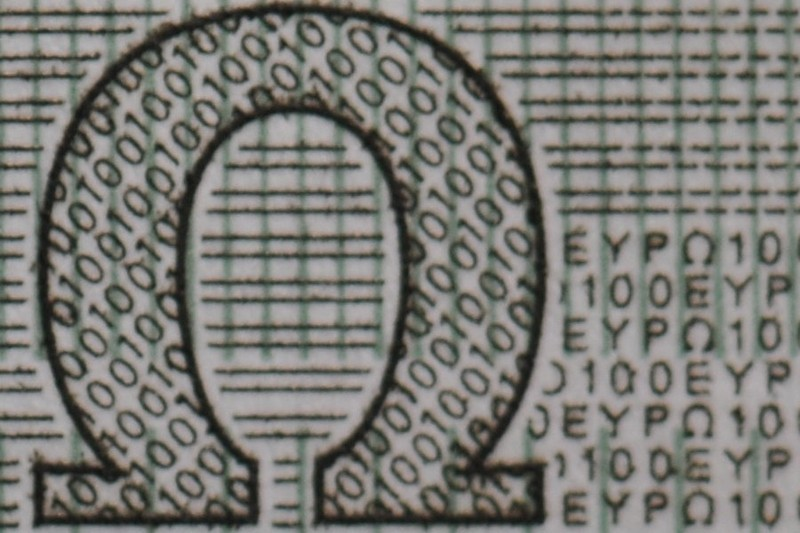
100-Euro-Banknote (ES1) (Vorderseite, unten links)
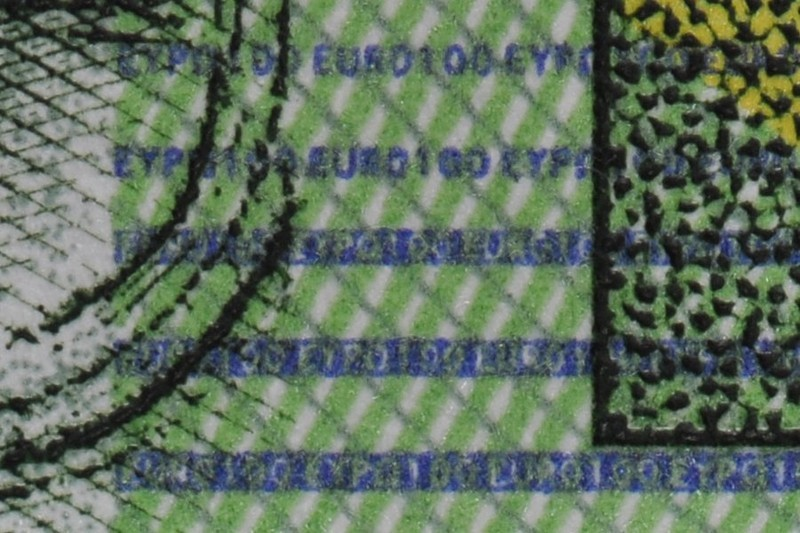
100-Euro-Banknote (ES1) (Vorderseite, in der Nähe der großen Wertzahl)
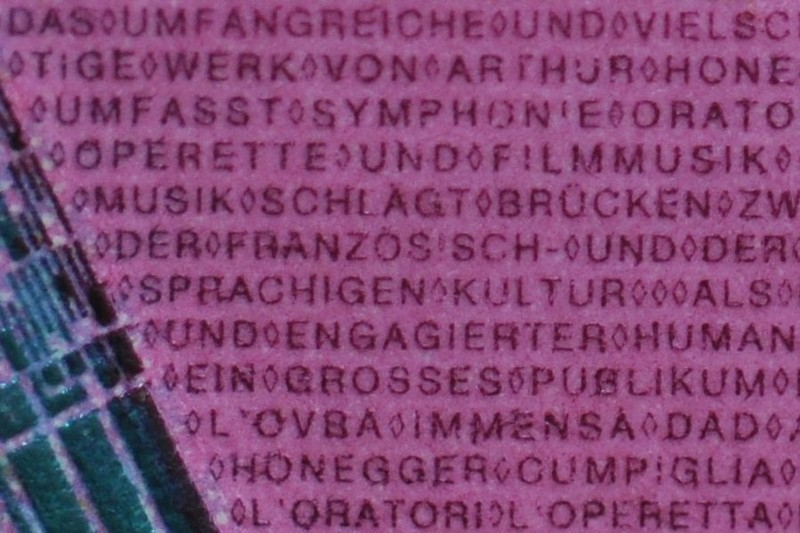
20-Franken-Banknote (8. Serie) (Vorderseite)
1.000-Peseten-Banknote (Vorderseite)
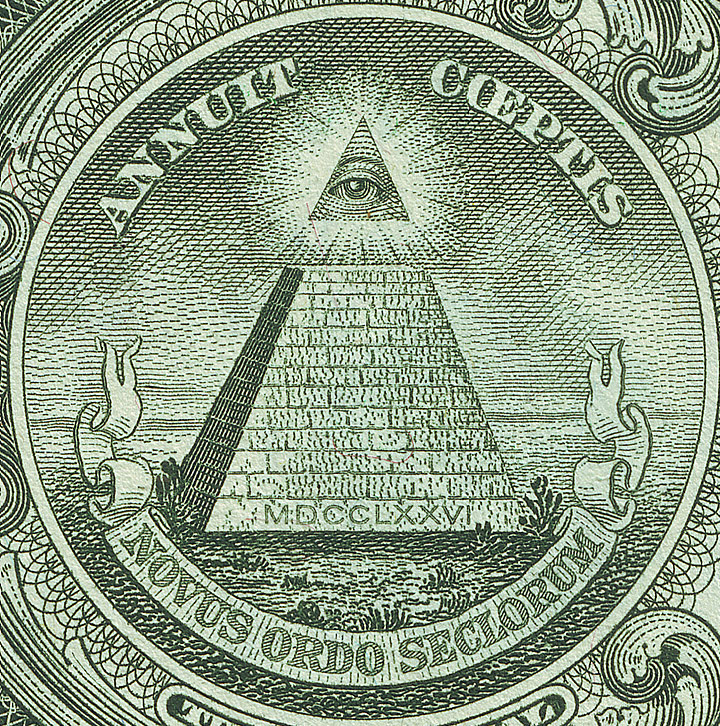
1-US-Dollar-Banknote mit Mikroschrift und Guillochen in der Pyramide

#### Optisch variable Druckfarbe
Bei der optisch variablen Druckfarbe (engl. Optically Variable Ink, Abk. OVI) ändert sich der Farbeindruck je nach Betrachtungswinkel, indem das Licht an den Pigmenten gebrochen, gestreut oder reflektiert wird. Bei der letzten Serie der D-Mark wurde der untere Teil der großen Wertzahl auf der Vorderseite der 500 und 1000 Mark-Scheine mit optisch variabler Druckfarbe gedruckt. Dieses Sicherheitsmerkmal wird auch auf den vier größten Eurobanknoten (Serie ES1) auf der Rückseite verwendet. Dort verändert sich die Wertzahl im Weißfeld von violett nach olivbraun.
In der Europa-Serie (ES2) wird das OVI-Sicherheitsmerkmal als weiterentwickelte Smaragd-Zahl auf der Wertzahl der Vorderseite verwendet. Beim Kippen der Banknote bewegt sich dabei ein Lichtbalken auf und ab und die Farbe verändert sich von smaragdgrün zu tiefblau je nach Blickwinkel. Auf der Smaragd-Zahl der 100- und 200-Euro-Banknote sind zusätzlich €-Symbole zu erkennen.

OVI-Effekte
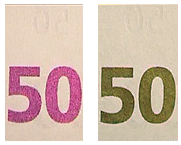
OVI-Effekt auf der 50-Euro-Banknote (ES1)
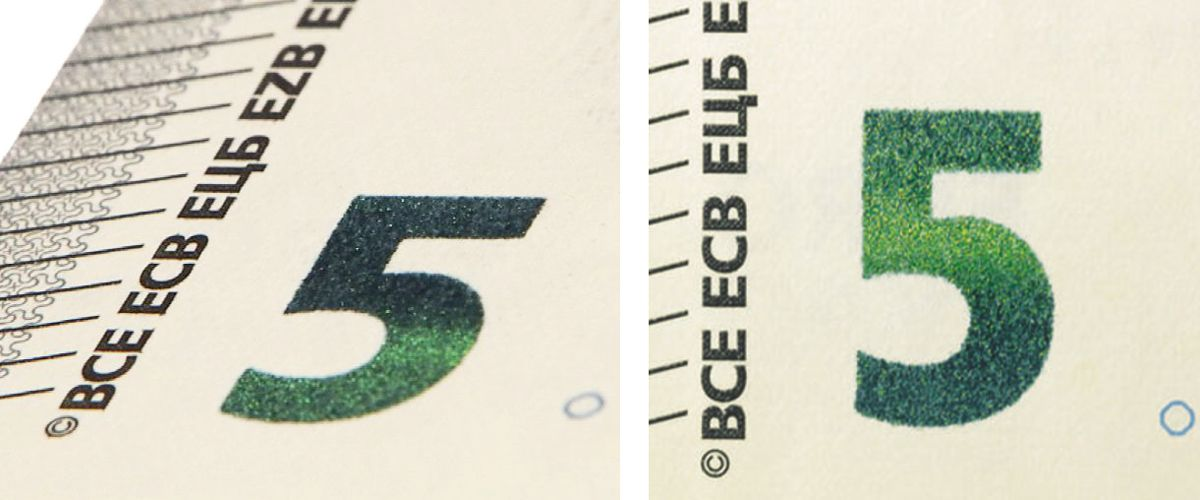
Smaragd-Zahl auf der 5-Euro-Banknote (ES2)

#### Perlglanzstreifen
Perlglanzstreifen werden mit transparentem Lack (Iriodin) gedruckt und ändern ähnlich wie optisch variable Druckfarben ihren Farbeindruck beim Kippen der Banknote. In der ersten Euro-Serie (ES1) ist er bei den kleinen Nennwerten (bis 20 €) verwendet, in der Europa-Serie (ES2) für alle. Der Perlglanzstreifen wird beim Kippen der Banknote golden glänzend sichtbar oder unsichtbar (mit Euro-Symbol und jeweiligem Wert).

Perlglanzstreifen
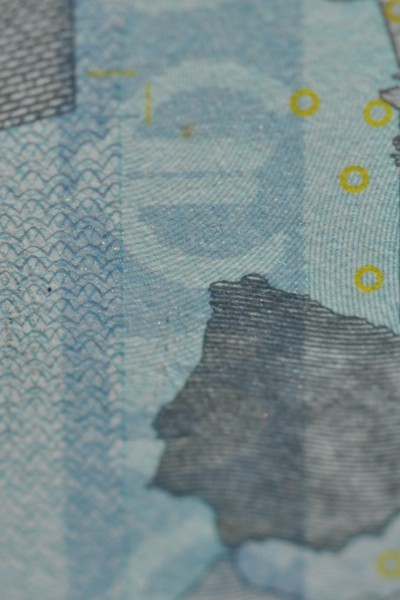
Perlglanzstreifen auf einer 5-Euro-Banknote (ES1) (silber)
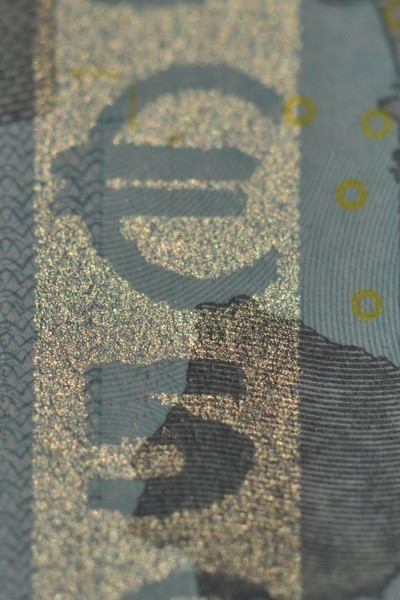
Perlglanzstreifen auf einer 5-Euro-Banknote (ES1) (gold)

#### Sicherheitsfaden
Beim Sicherheitsfaden handelt es sich in der Regel um einen 1–2 mm breiten Streifen, der innerhalb des Papiers liegt, da er bereits bei der Substratherstellung in die Papiermasse eingebracht wird. Eine verbesserte Variante ist der Fenster-Sicherheitsfaden, der abschnittsweise offen liegt, indem wie bei einem Wasserzeichen die Papierdicke reduziert wird. Zudem kann er zusätzlich mit einem Aufdruck oder gelaserter Markierung oder weiteren optischen oder unsichtbaren Eigenschaften versehen sein. Häufig sind Sicherheitsfäden (teil-)metallisiert und basieren auf einer der gängigen DOVID-Technologien. Meist wird die Position des Sicherheitsfadens bei der Einbringung in einem bestimmten Bereich von bis zu 10 mm zyklisch variiert, damit sich die Dickenunterschiede der Banknoten auf einen größeren Bereich verteilen.
Der von der US-amerikanischen Crane Currency hergestellte Sicherheitsfaden Motion ist ca. 5 mm breit und wurde erstmals 2006 auf der 1000-Kronen-Banknote der Schwedischen Reichsbank eingesetzt und seit 2009 auch auf der 100 US-Dollar-Banknote. Inzwischen gibt es viele Weiterentwicklungen solcher eingebetteten Sicherheitsfäden mit blickrichtungsabhängigen Farbverläufen und anderen optischen Effekten. Mittels Linsenrastertechnik wird hierbei ein dreidimensionaler Bewegungseffekt erzeugt, der inzwischen auch mit Folienelementen möglich ist.
Sicherheitsfäden lassen sich drucktechnisch oder bei Fälschung durch Fotokopie nicht wiedergeben. Auf Polymer-Substrat sind sie aufgrund ihrer Herstellung nicht möglich und werden allenfalls durch einen ähnlichen Aufdruck simuliert. In manchen Ländern gibt es die Gewohnheit, die Banknote in der Nähe des Sicherheitsfadens einzureißen, um zu prüfen, ob sich dort tatsächlich ein Faden befindet.

Sicherheitsfaden
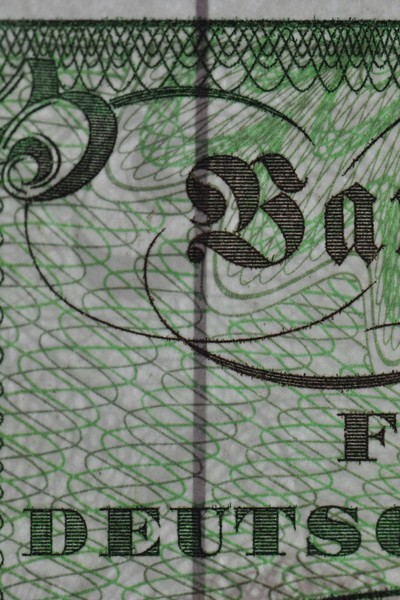
Sicherheitsfaden der 5-DM-Banknote (BBk-I) (sehr schmal und unbeschriftet)
Fenster-Sicherheitsfaden der 20-DM-Banknote (BBk-III)
Sicherheitsfaden der 20-DM-Banknote (BBk-III)(Durchsicht)
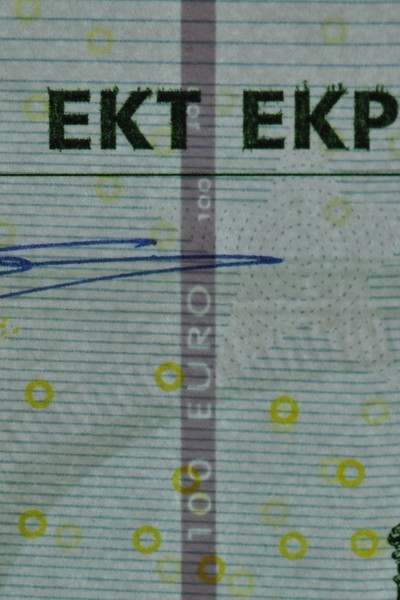
Sicherheitsfaden der 100-Euro-Banknote (ES1) (nur in der Durchsicht zu erkennen)
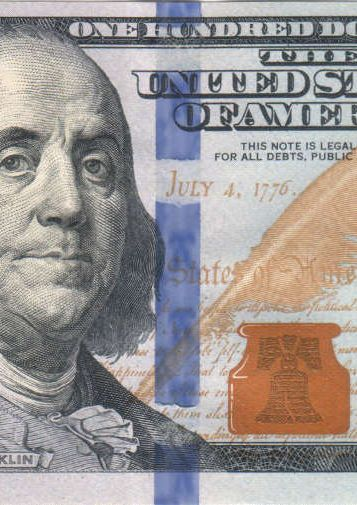
Fenster-Sicherheitsfaden der 100 US-Dollar-Banknote (Serie 2009) mit Motion
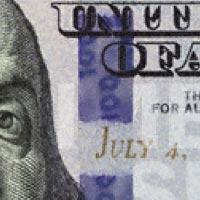
100 US-Dollar mit vergrößertem Motion-Bild (dreidimensionaler Kippeffekt)
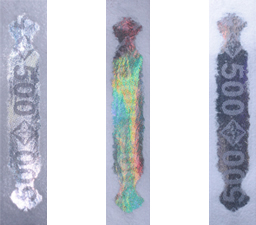
Sicherheitsfaden der 500-Rubel-Banknote (Serie 2010) mit Hologramm-Effekt

#### Sonderfarben
Für den Druck werden in einigen Bereichen Sonderfarben verwendet, die außerhalb des Farbraumes eines CMYK-Druckers liegen und somit von diesem nicht farbtreu wiedergegeben werden können. Weitere Farbstufen liegen außerhalb des RGB-Farbraumes und werden somit von einem Scanner nicht korrekt erfasst, so dass Fälschungen und echte Banknoten visuell deutlich unterschieden werden können.

### Seriennummer
Die Seriennummer ist ein charakteristischer Bestandteil aller Banknoten. Sie hat den primären Zweck, die Menge der gefertigten Banknoten zu kontrollieren und jede in Umlauf gegebene Banknote innerhalb einer Serie und eines Nennwerts eindeutig zu identifizieren. In der Regel besteht sie aus wenigen Buchstaben und vielen Ziffern, um einen milliardenfachen Wertebereich zu ermöglichen. Zusätzlich kann die Seriennummer eine Prüfziffer enthalten. Die Prüfziffer dient vorrangig zur Fehlererkennung bei maschineller Lesung der Seriennummer. In Sonderfällen können aufgezeichnete Seriennummern zur Überführung des Täters durch Identifizierung von Lösegeld-Einzahlungen verwendet werden, wie es z. B. bei der Entführung des Lindbergh-Babys durch Bruno Richard Hauptmann und der Entführung von Richard Oetker durch Dieter Zlof gelungen ist. Eine flächendeckende Verfolgung der Banknoten bei Einzahlungen oder Auszahlungen ist zwar technisch möglich, wird aber von den meisten Zentralbanken aufgrund der Wahrung der Privatsphäre und Anonymität nicht angestrebt, da der Zusammenhang zwischen einer möglichen Straftat und dem aktuellen Besitzer einer der Straftat per Seriennummer zugeordneten Banknote nur schwer und in Einzelfällen nachgewiesen werden kann.
Häufig wird die Seriennummer mit OCR-B und konstanter Zeichengröße gedruckt (wie z. B. bei Eurobanknoten). Bei einigen Währungen werden aber auch unterschiedliche Zeichengrößen innerhalb der Seriennummer verwendet. Mit Lasergravur können die Zeichen mit beliebigen Größen und Orientierungen aufgebracht werden. In den 1980ern wurde der Niederländische Gulden mit einem Strichcode als Seriennummer gedruckt, um die maschinelle Lesung zu ermöglichen.
Bei den meisten Währungen wird die gleiche Seriennummer auf der linken und der rechten Hälfte der Banknote aufgedruckt. Dies dient zur Erkennung von manipulierten Banknoten, die aus verschiedenen Teilen zusammengesetzt sind. In der Regel gilt eine Banknote nur dann als echt und einlösbar, wenn sie zu mindestens 50 % aus einem Stück besteht. Aus Platzgründen wurde die zweite Seriennummer bei den Eurobanknoten der Europa-Serie um 90° gedreht und auf die letzten sechs Zeichen verkürzt.
Als Sicherheitsmerkmal ist die Seriennummer nur bedingt geeignet und nur bei einfachen Kopierfälschungen hilfreich, wenn mehrere gefälschte Banknoten identische Seriennummern aufweisen. Professionelle Fälschungen verwenden variable Seriennummern mit korrekter Prüfziffer.

Seriennummern auf Banknoten
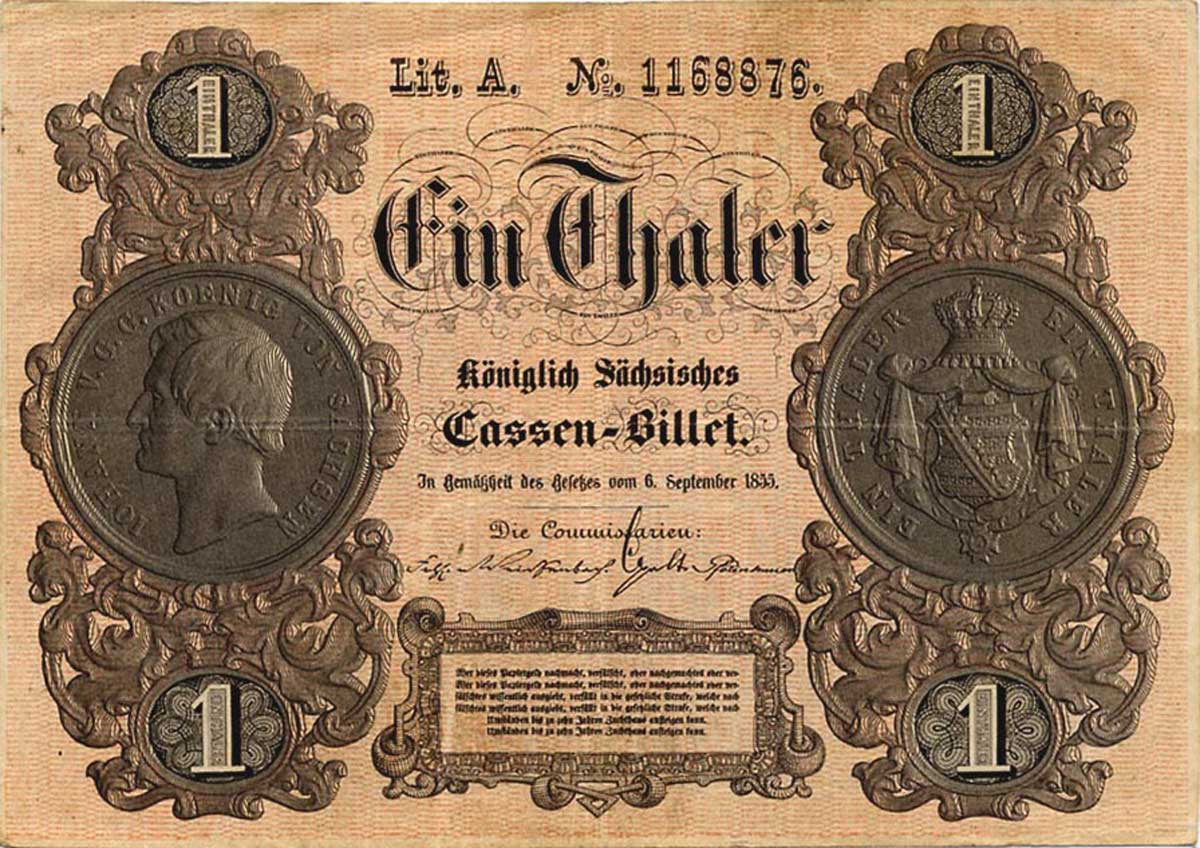
Sächsischer Thaler (1855) mit fortlaufender Nummerierung
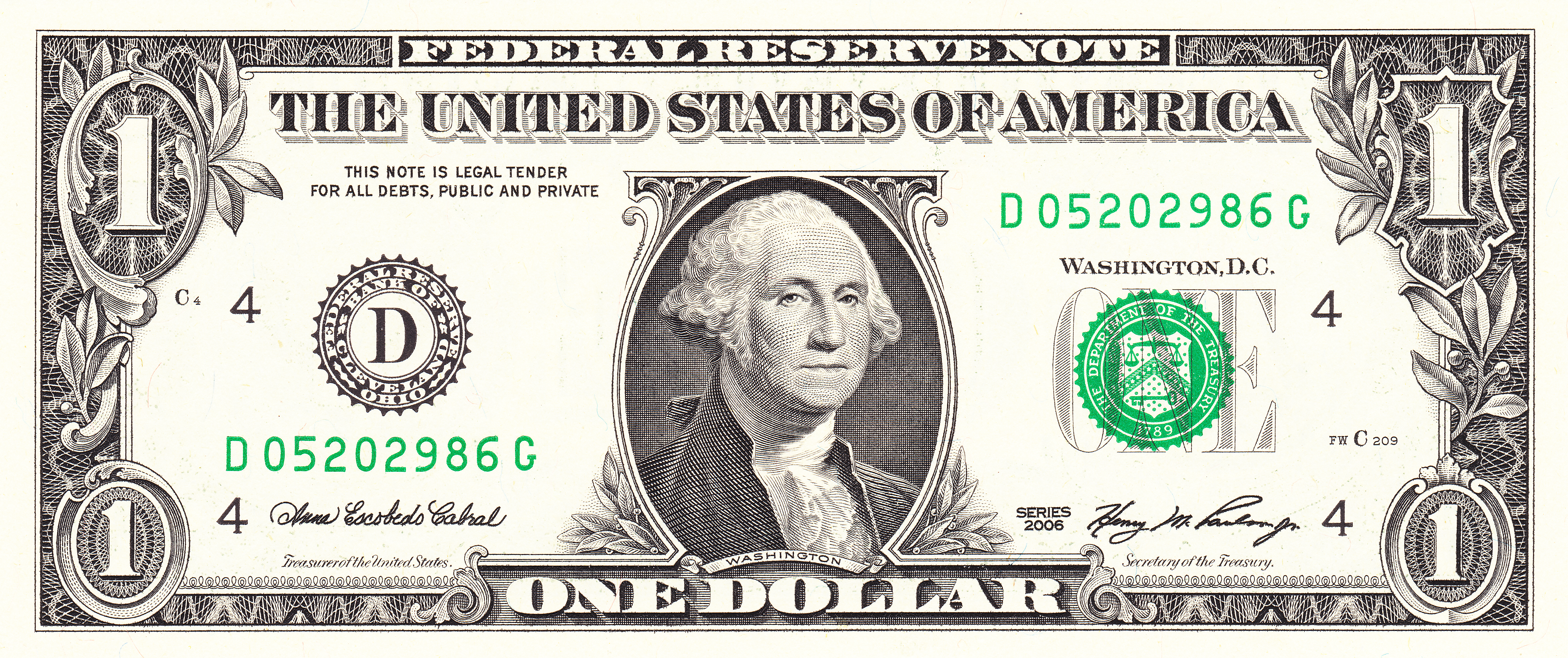
US-Dollar (Serie 2003) mit grün gedruckter Seriennummer
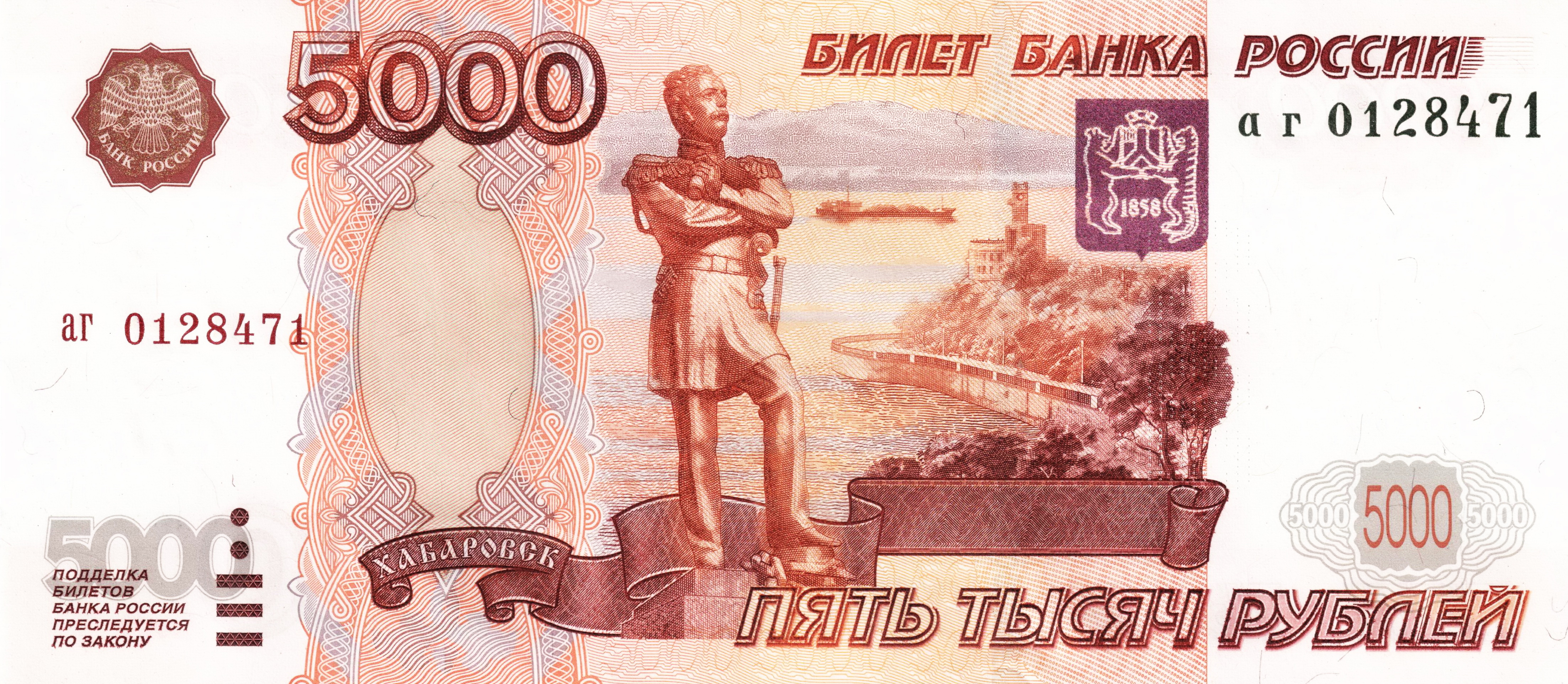
Russischer Rubel (Serie 2006) mit variabler Zeichengröße (rechts)
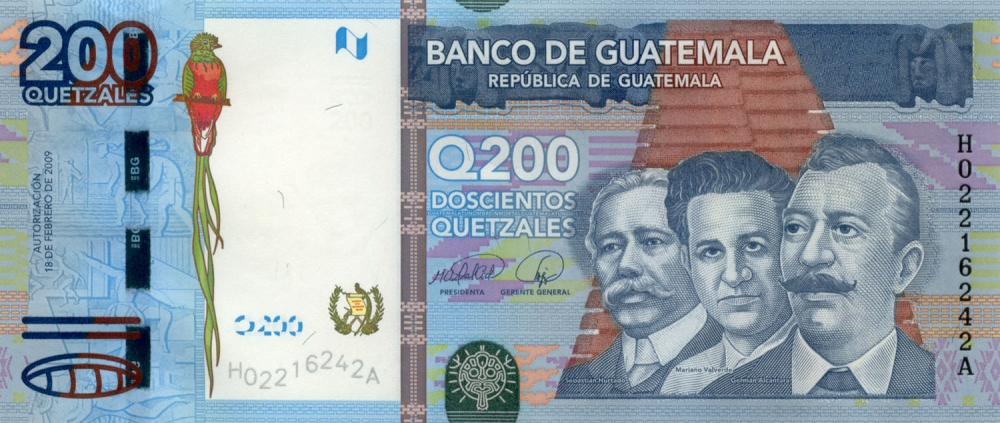
200-Quetzales-Banknote aus Guatemala mit gelaserter Seriennummer (im Weißfeld)
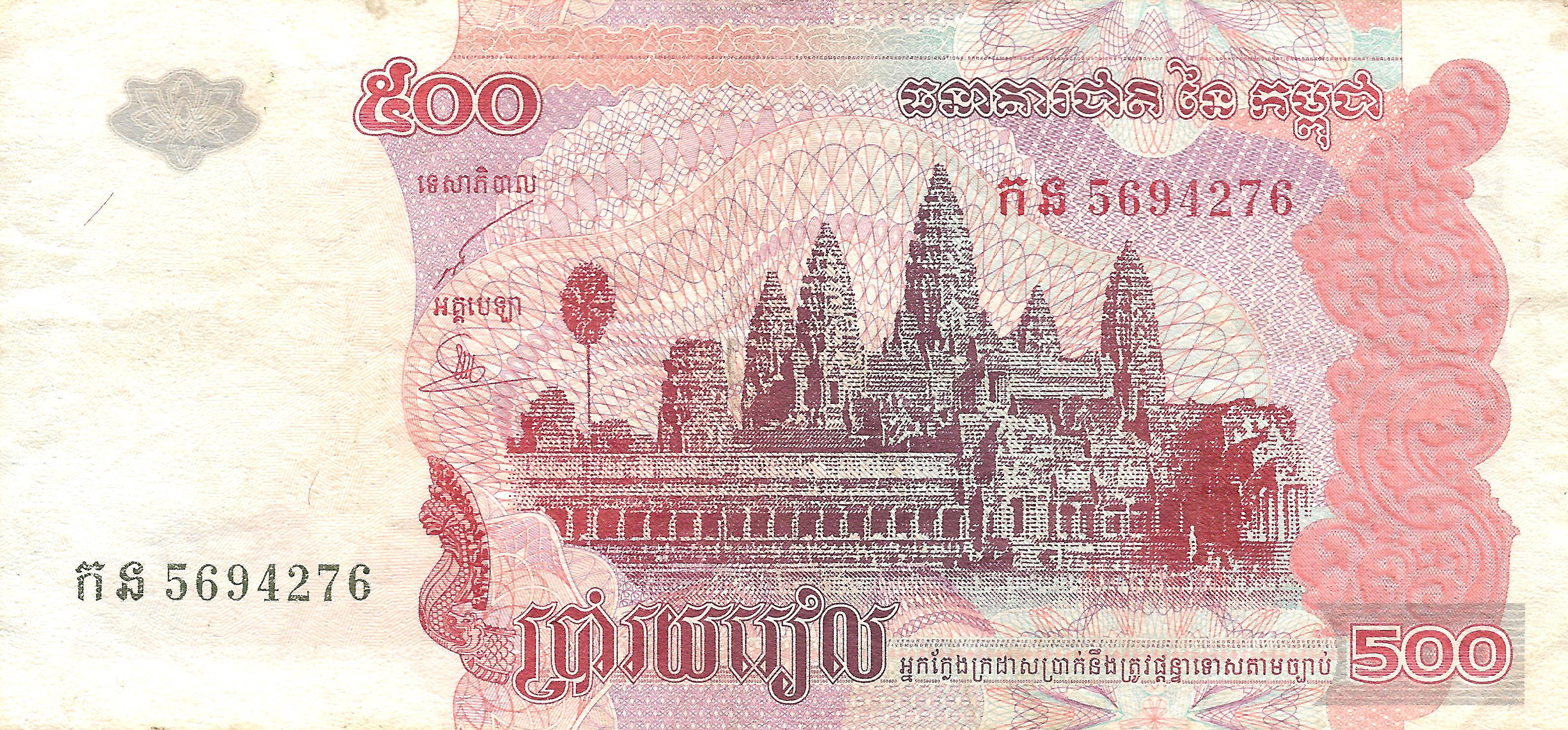
Vietnamesischer Đồng (Serie 2004) mit zwei Seriennummern

## Mit einfachen Hilfsmitteln erkennbare Merkmale

### Prüfstifte
Mit speziellen Prüfstiften kann schnell Stärke im Papiersubstrat festgestellt werden. Während sich echte Banknoten kaum bis gar nicht verfärben, werden Fälschungen sofort schwarz. Diese nicht sehr sichere Methode – auf Zeitungspapier findet keine Farbänderung statt – wird aus Kosten- und Zeitgründen häufig im Einzelhandel angewandt.

### Farbpaare
Durch Nutzung der Metamerie (Farbpaare) werden visuell gleiche Farbtöne gedruckt, die im CMYK-Farbraum den gleichen Ort treffen.
Durch den Einsatz unsichtbarer Beimischungen lassen sich die Farbpaare unter Anwendung von optischen Prüfgeräten unterscheiden und als maschinenlesbares Merkmal gestalten.
Trübe Farbenpaare lassen sich mit und ohne Schwarzanteil erreichen. Durch Ruß als Schwarzanteil in der Farbe bildet diese im Infrarot einen Kontrast und kann mit einer infrarotempfindlichen Kamera sichtbar werden, während nur aus den Buntfarben gemischten Farben unsichtbar bleiben.

Betrachtung einer 50-Euro-Banknote (ES1) im Infrarot mittels IR-Filter
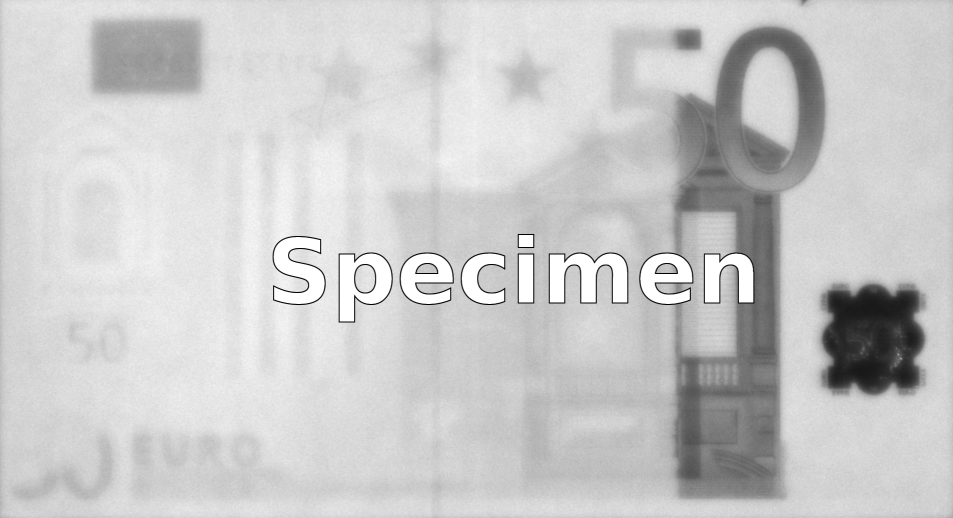
Vorderseite bei 700 nm: teilweise verschwindende Farben, die im CMYK-Farbraum gleich erscheinen.
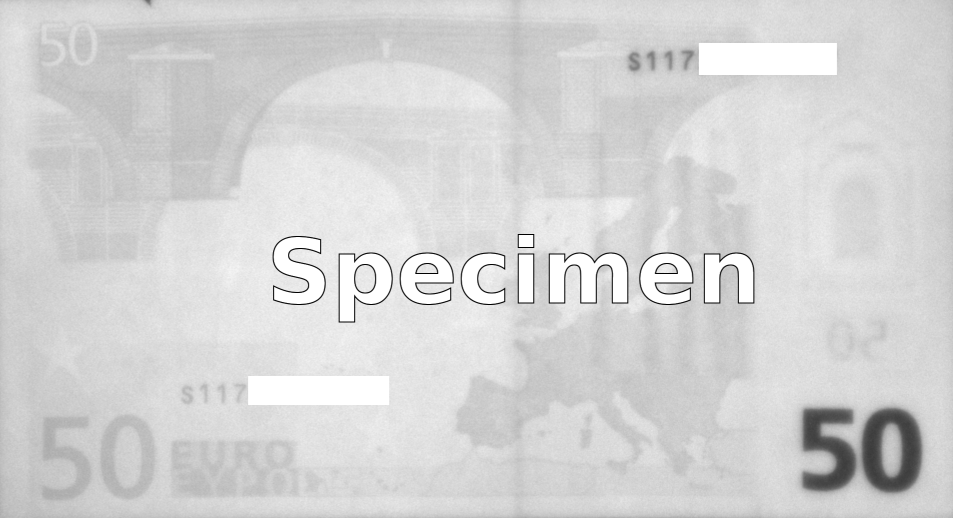
Rückseite bei 700 nm: Die Seriennummer unten links verblasst, oben rechts nicht.
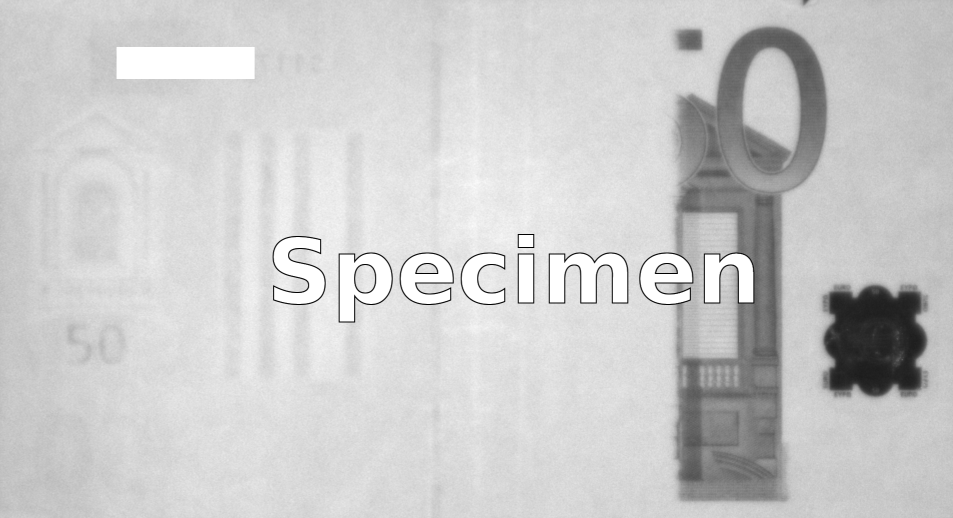
Vorderseite bei 1000 nm: Die meisten Farben sind verschwunden (die Europaflagge oben links), sodass die Papierstruktur gut sichtbar ist. Die Wasserzeichen (links) sind gut zu erkennen.
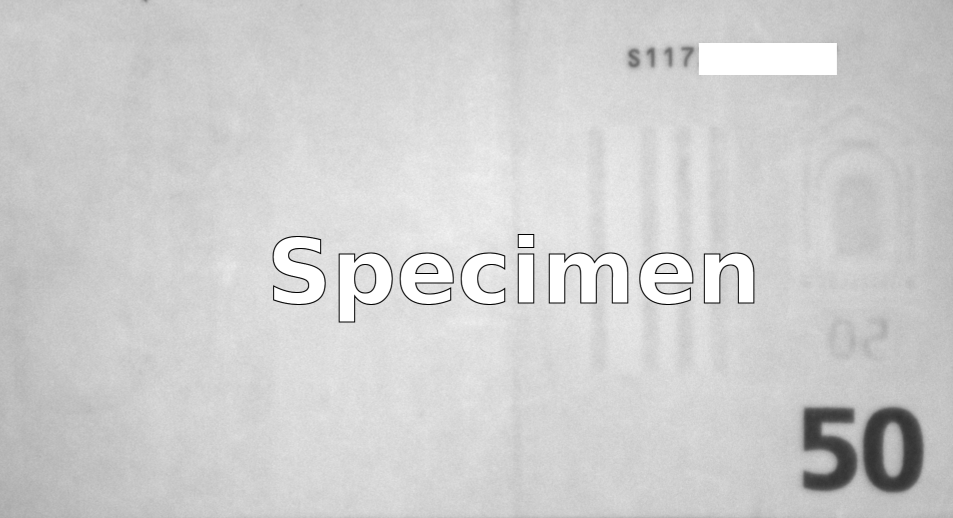
Rückseite bei 1000 nm: Bis auf die 50 unten rechts und die Seriennummer oben rechts sind alle Farben verschwunden. Die Wasserzeichen sind gut erkennbar.

### Fluoreszierende Farben
Grundsätzlich wird Banknoten-Substrat ohne optische Aufheller hergestellt, im Gegensatz zu den meisten Papiersorten. Das Substrat reagiert daher nicht auf Ultraviolett. Jedoch kann es nach versehentlichem Waschen mit aufhellerhaltigem Vollwaschmittel fluoreszieren und daher beim Einsatz von UV-Prüfgeräten, wie sie häufig an Ladenkassen im Einzelhandel verwendet werden, fehlerhafterweise einen Fälschungsverdacht anzeigen.
Als Sicherheitsmerkmal werden Druckfarbe und Flitter eingesetzt, die fluoreszieren. Unter Ultraviolett.Bestrahlung wird dann sichtbares Licht emittiert. Dabei kann die genutzte Wellenlänge der Anregung unterschiedliche Fluoreszenzfarben ergeben.

Fluoreszenz der 50-Euro-Banknote (ES1) unter UV-Beleuchtung
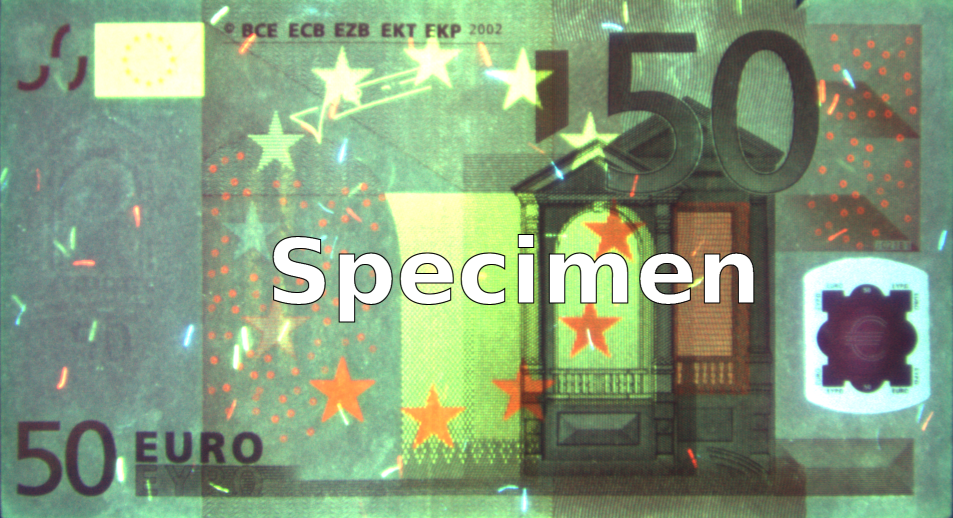
Vorderseite bei 350 nm Die Folie des Kinegramms unten rechts leuchtet auf; gut erkennbar sind die Melierfasern
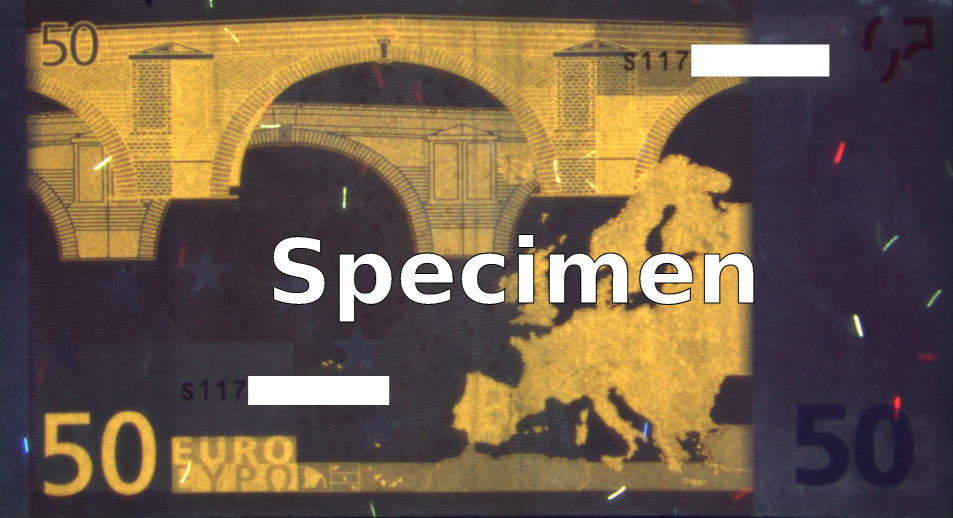
Rückseite bei 350 nm die Melierfasern treten deutlich hervor
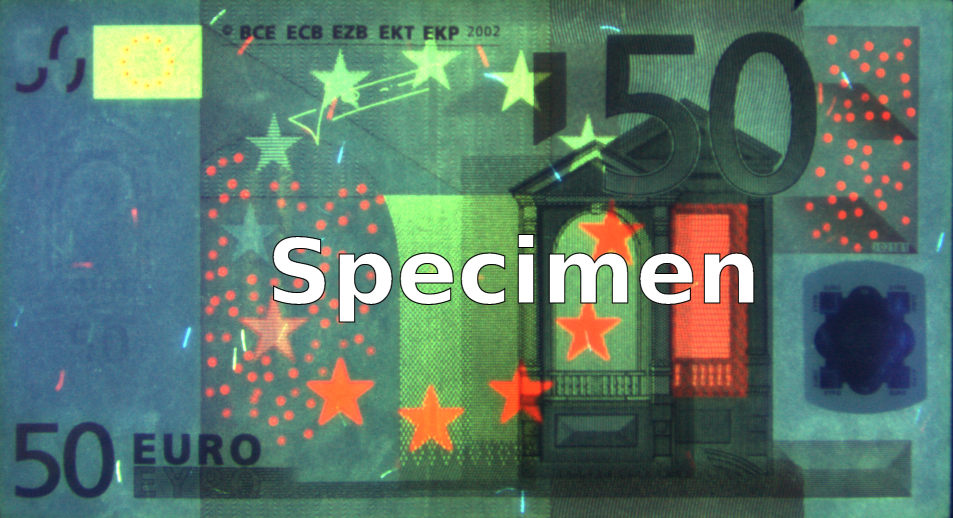
Vorderseite bei 254 nm Die Folie des Kinegramms unten rechts leuchtet nicht mehr. Dafür treten die Sterne der Europaflagge und die EURion-Kreise rot hervor.
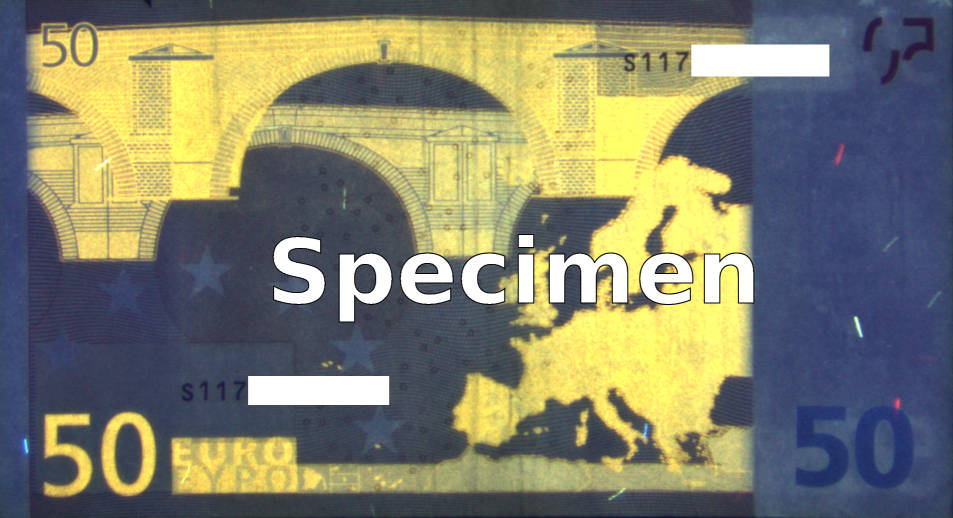
Rückseite bei 250 nm

### Diffraktives optisches Element

DOE in vietnamesischem Đồng bei Laserdurchleuchtung

In einem Fenster des Substrats wird ein diffraktives optisches Element (DOE) platziert. Es erscheint bei normaler Beleuchtung als milchiger Film. Durch Beugung und Interferenz entsteht bei Durchleuchtung mit einem Laserpointer auf einer dahinter liegenden Wand ein Motiv. Es wurde ursprünglich als Wasserzeichenersatz für Polymer-Banknoten entwickelt.

### Scrambled Indicia
Als Scrambled Indicia wird ein Mikrodruckmuster bezeichnet, das nach Decodieren Inhalte des Dokuments wiedergibt. Es kann überall im Dokument, auch im Passbild, untergebracht werden und beeinträchtigt die Bilderkennung nicht. Es ist jedoch bisher kein Anwendungsfall bei der Banknotenherstellung bekannt.

### Bildauswertung mit Mobilgerät
Die mobile App ValiCash der Firma Koenig & Bauer bewertet die Echtheit von Eurobanknoten auf Basis des Intagliodrucks. Mittels der Kamera des Mobilgeräts erfasst sie die Banknote mit hoher Auflösung und analysiert spezielle Eigenschaften des Intagliodrucks, kann aber nur bedingt die Echtheit verifizieren. Es ist unbekannt, ob sie alle Fälschungen abweist.

## Maschinenlesbare Merkmale
Die maschinenlesbaren Sicherheitsmerkmale für kommerzielle Anforderungen (sog. Level 2) dienen zur Echtheitsbewertung der Banknoten für Einzahlungen an Geldautomaten, Fahrkartenautomaten und Verkaufsautomaten. Gemäß den Vorgaben der Europäischen Zentralbank (EZB) müssen die hierfür verwendeten Geräte Mindestanforderungen hinsichtlich ihrer Leistung zur Falschgelderkennung erfüllen. Kreditinstitute und sonstige Bargeldakteure dürfen Banknoten durch Cash Recycling auch wieder ausgeben, wenn sie zusätzlich die Umlauffähigkeit geprüft haben.
Die Zentralbanken verwenden zusätzlich geheime maschinenlesbare Sicherheitsmerkmale mit höchsten Anforderungen für die Sicherheit der Echtheitserkennung (sog. Level 3), um die Integrität des Bargeldkreislaufs sicherzustellen und nur garantiert echte Banknoten wieder in den Umlauf zu geben oder sie kontrolliert zu vernichten, wenn ihre Umlauffähigkeit aufgrund von Verschmutzung und Verschleiß nicht mehr ausreicht.
Es gibt folgende Prinzipien der maschinenlesbaren Merkmale (Auswahl):

### Mikro- und Nanostrukturen
Gängige Anwendungen wären im Substrat (z. B. mikro- und nanoskalierte Melierfasern, die nur maschinell erfassbar sind), in Sicherheitsfolien (z. B. Prägehologramme mit beugungsoptisch wirksamer Mikro-, Nanostruktur), Sicherheitsdruckelemente (Nanoschrift nur mittels hochauflösenden Mikroskopen, bzw. Bildsensorik sichtbar).

### Infraroteigenschaften der Druckfarbe
Druckfarbe kann unter Infrarotstrahlung von sichtbarem Licht abweichende Kontraste aufweisen. So kann Schwarz oder andere dunkle Farbe im Infraroten kontrastlos sein und Weiß oder helle Farben können im Infraroten absorbierend sein. Fast alle Banknoten sind mit solchen Sicherheitsmerkmalen ausgestattet.

### Thermochrome Druckfarbe
Die Druckfarbe wird durch das Auftreten reversibler Farbänderungen bei Temperaturänderungen sichtbar. Maschinell kann diese mit Wärmestrahlen und dazugehörigen Bildsensoren die entsprechenden Sicherheitsfarben kenntlich machen und damit automatisiert auf Echtheit geprüft werden.

### Phosphoreszierende Farbe
Farbpigmente, die durch UV-Strahlung angeregt werden und für sehr kurze Zeit (typisch <5 ms) als Phosphoreszenz nachleuchten. Der Nachweis erfordert spezielle lichtempfindliche Sensoren.

### M-Feature
Die Zusammensetzung des M-Feature ist nur der ausgebenden Zentralbank bekannt und ist – nach ihrer Angabe – ein sicheres Mittel, Fälschungen von echten Geldscheinen zu unterscheiden. Das von Giesecke+Devrient entwickelte Merkmal wurde 1976 erstmals beim Bargeld der Deutschen Mark verwendet. Dafür wurde ein farbloses anorganisches Oxidgemisch auf den Sicherheitsfaden aufgebracht. Es kann aber auch im Substrat oder in der Druckfarbe eingebettet werden. Aktuell vertrauen mehr als 70 Zentralbanken auf dieses weltweit führende Level 3 Merkmal mit mehr als 100 Milliarden umlaufenden Banknoten.

### Magnetische Elemente
Die Druckfarbe der US-Dollar-Banknoten und vieler weiterer Banknotenserien enthält magnetische Pigmente, die mit entsprechenden Sensoren nachgewiesen werden können. Bei einigen Banknoten ist nur die (vorwiegend schwarze) Seriennummer mit magnetisch pigmentierter Druckfarbe markiert. Die Magnetpigmente sind der Beschichtung von Magnetbändern ähnlich.

### Elektrische Leitfähigkeit
Bestimmte Elemente der Banknote wie der Sicherheitsfaden können elektrisch leitfähig sein. Auch Druckfarben und Folienelemente können durch entsprechende Partikel bzw. Beschichtungen leitfähig gemacht werden.

### Kopierschutz
Ein standardisiertes Muster von kleinen Kreisen, EURion-Konstellation oder allgemeiner „Omron-Ringe“ genannt, kann von Scannern und Kopierern erkannt werden, sodass die digitale Reproduktion auf diesen Geräten erschwert oder unterbunden wird. Dieses Verfahren ist inzwischen weltweit verbreitet. Alternativ kann auch ein digitales Wasserzeichen verwendet werden.

Banknoten mit Omron-Kopierschutz
Hintergrundzeichnung auf der Vorderseite des 100-DM-Scheins (BBk-IIIa) mit Omron-Ringen
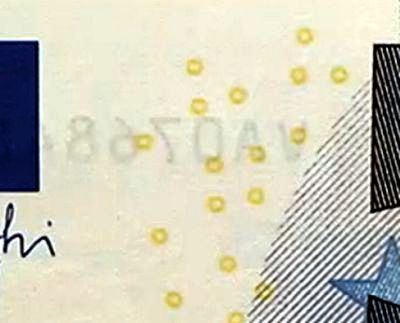
Vorderseite (Ausschnitt) der 5-Euro-Banknote (ES2) mit Omron-Ringen
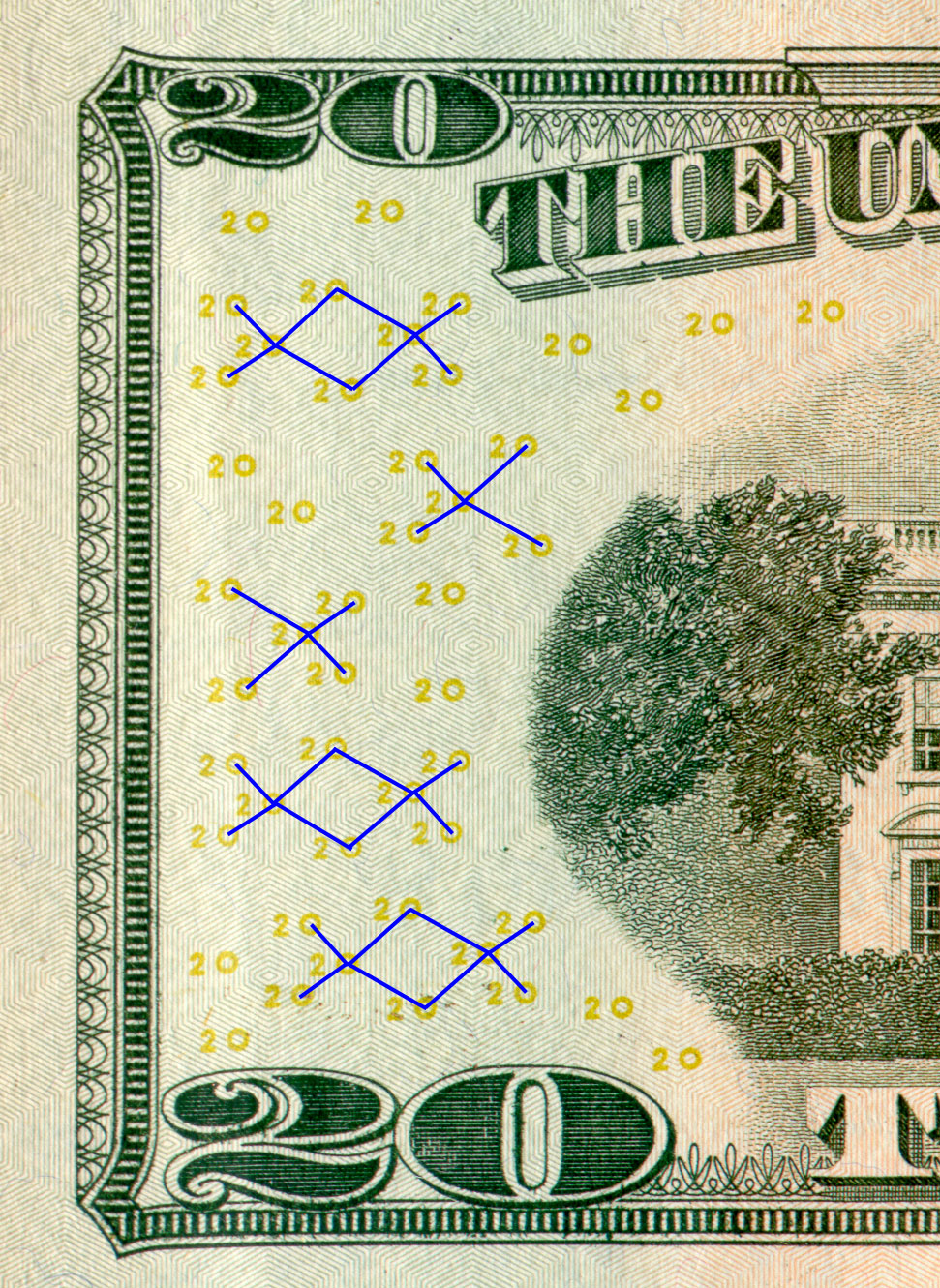
Vorderseite (Ausschnitt) der 20-Dollar-Banknote mit markierten Omron-Ringen (als Teil der Wertzahl 20)
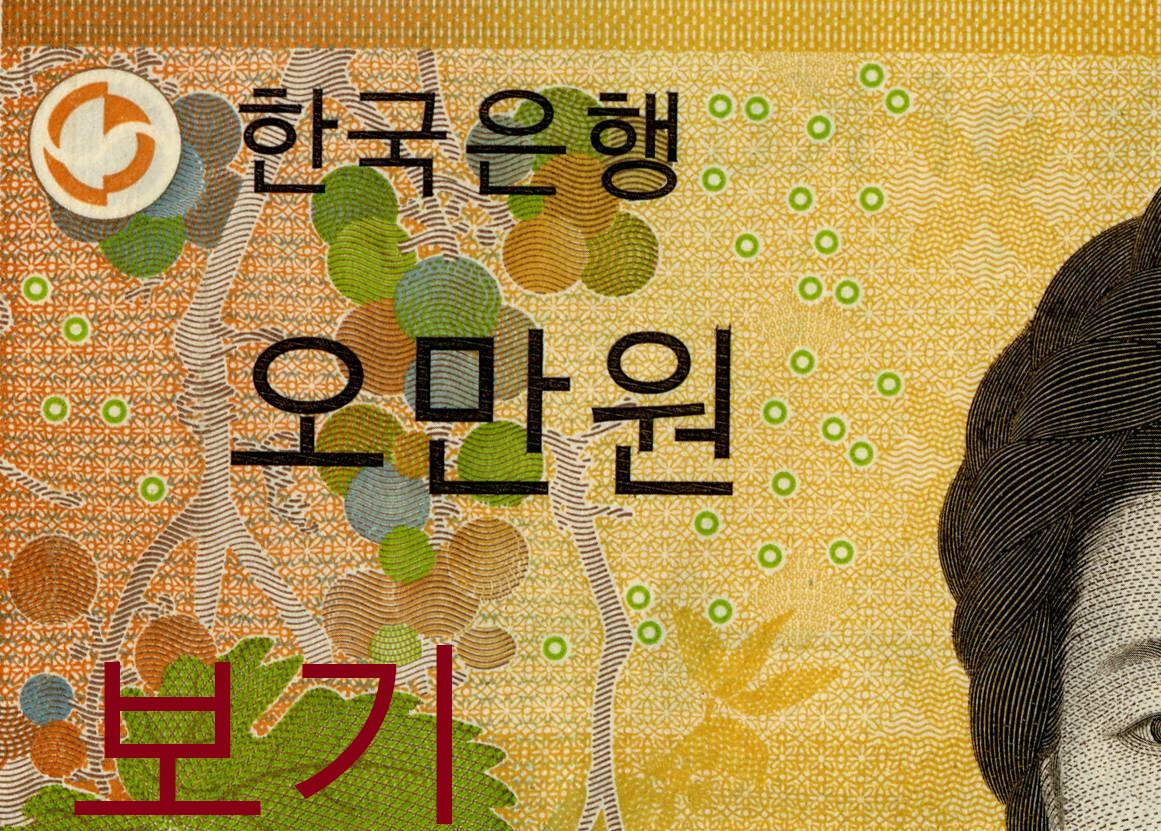
Vorderseite (Ausschnitt) der koreanischen 50000-Won-Banknote mit Omron-Ringen